# 設計競技
設計競技（せっけい きょうぎ、英: architectural design competition）とは、モニュメント（記念碑）や建造物などの建設に際して（設計の段階で）、複数の（設計の）提案を募り、行われる競技（コンペティション）。設計コンペ、もしくは競技設計ともいう
。

## 概要
「設計競技」あるいは「設計コンペ」とは、建築物などの設計段階において、複数の設計者に設計案を出させ、優れたものを選ぶコンペティション（競技（会））。（なお特に限定もせず「設計競技」と言うと大抵は「建築設計競技」を指しているが、建築以外の分野でも「設計競技」の名は使われる。）
建造物の建造の設計の段階で、あらかじめ設計者を決めてしまっておいて設計案を練り上げてゆく方法と、最初は設計者を決めずに複数の設計者から設計案を提出してもらいそこから良い案を選ぶ方法があり、（特に公的な建物の設計を決める場合）施主（発注者）側が設計にあたっての基本条件を提示し、それを満たす複数の設計案を募集して、応募のあった複数の案の中から優れた案を選ぶコンペがしばしば行われる（建築・建設業界では「コンペティション（competition）」を大抵「コンペ」と略す）。通常、設計競技の結果 1位を受賞した設計案を提出した者が、発注者（施主）との間に契約を結ぶことになり、その設計者の設計案をもとに（あるいは、コンペ後に施主側が追加した指示内容に沿って コンペに提出された設計案にある程度の修正を加えた設計をもとに）実際の建造が進められてゆくことになる。
建築史上では、ルネサンス期のイタリアで行われた設計コンペが有名であり、後世の規範にもなった。コンペのあり方については様々な議論を呼んできたが、今日、公共的な建造物を造る際にはコンペで設計者を選ぶ方式が望ましいと考えられている。
設計競技を開催することで、メリットとしては、公平性を保つこと、能力のある新人にチャンスを与えられること、（建築設計競技の場合）優れた建築家に依頼することができること、などがある。一方デメリットとしては、コンペ開催費用の発生がある。

なお、建築計画、都市計画、造園・ランドスケープなどの分野では、計画作成やブレーンストーミングのためにも競技会が開催されることがある。（一般企画競技もありうる）。
ランドスケープの設計競技は、プロの建築家や建築学科学生、そしてランドスケーププロジェクト、（双方）のためのものである。
ドイツでは都市計画に関しては、プログラムの段階においても、部分ごとに仕様が厳密に決まっている。だが、それに関して様々な実施方法があるため、競技を実施し、複数の案を募り、その中から最適の案を選ぶことになる。
建築設計競技は公共の建築物を作るために広く使われている。例えば庁舎、博物館・美術館、スポーツスタジアム、都市計画などであり、また教会堂、大学キャンパス、幼稚園などでも行われる。また、オフィスビルや生産用建築物や研究用建築物でも行われることがある。
記念碑的なものは、中世から現在まで、特に競技設計を実施して設計者が決定され案が実施されることが多い。（例えばキューバ戦勝記念碑、シアトル噴水、ジェファーソンメモリアル、ベトナム戦争メモリアルなど。#他も参照）
建築設計競技の中でも、国際的に開かれたもので多数の応募者（多数のデザイン案の応募）があるものは、比較的重要（重要だった）と見なされることが多い。具体例としては、アレクサンドリア図書館（エジプト）、シドニーオペラハウス（オーストラリア）、ポンピドゥー・センター（フランス）、Place Lalla Yeddouna設計競技（モロッコ）などである。具体例については#過去に開催された国際建築デザインコンペのリストの節も参照のこと。
なお現在の日本の公共建築の場合、複数の建築設計事務所等を対象に入札を行い、最も安い価格を提示した者に依頼する「設計入札」が行われることが多いが、コンペとは全くの別物である。日本建築家協会は建築家のプロフェッションを守る立場から、設計入札はダンピングだとして反対している。

## 歴史
西洋での建築の設計競技の歴史は長い。
アテネのアクロポリスは紀元前448年のコンペの成果であり2500年ほども昔に遡るし、中世にはカテドラル（司教座大聖堂）の計画を作成するために設計競技が用いられた。ルネサンス期に（カトリック）教会は多数のプロジェクトを設計競技を用いて進めた。ローマのスペイン階段もコンペの結果であるし、フィレンツェのサンタ・マリア・デル・フィオーレ大聖堂の建造でもコンペが行われフィリッポ・ブルネレスキの設計が採用された。18世紀末には、公開の設計競技が、少なくともアメリカ合衆国、アイルランド、フランス、スウェーデンなどの国で行われるようになった。
応募された作品（左から右へ順に）
19世紀のイングランドとアイルランドでは、ロンドンだけで362回、50年間で2,500回以上の設計競技が行われた。規則は、王立英国建築家協会が1839年、および1872年に作成した。
ドイツにおけるコンペの規則は1867年に提示された。
オランダも同じ時期に、建築普及協会 (建築芸術促進協会)は、建築家の創造性を刺激することを目標とした建築競技会を開催し始めた。
フランスでは競技の由来は、建築家に賞を与えたことである（例えば ローマ賞もそうである。）
ロシア（ソ連）では、協議会や民間の建物の設計競技が、また政府のイメージを高める目的で首都モスクワに建設される予定の「労働者宅」と「労働宮殿」の設計競技などが行われた。
その後に開催された大きな国際コンペについては#過去に開催された国際建築デザインコンペのリストも参照のこと。

## 分類、種類
コンペには、公募により行われる公開コンペと、複数の建築家を指名しその中で競わせる指名コンペがある。また詳細な実施案として提出する前に、まず構想・コンセプトを問うプロポーザル方式のアイデアコンペという形式もある。この場合、例えばまずイメージ案とコンセプトを公募方式で募って、1次審査で候補者を絞り、次に詳細な図面を提出させて2次審査で決定する、という二段階コンペになる。
以下のオプションを組み合わせることで、様々な競技タイプがある。
- 公開競技（国際、国内または地域）、または制限選択のある非公開競技は参加を許可された者による競技
- プロジェクトの競技またはアイデア競技：プロジェクトの構築や新しいアイデアの生成の意図による
- シングルステージまたは2ステージの競技：競争の規模と複雑さによって異なる
- 匿名または協力手続：匿名性は、評価および授与授与審議中の客観性を高める。協力手続きでは、設計戦略を説明し、個々の議論を可能にするために、審査員に対面プレゼンテーションを行うよう招聘される
- 学生向けのデザインコンテスト

### 単相と二相の方式
この特徴は、第1（オープン）段階において、第2の非オープン段階で参加者が選択されることに対し、2段階競争となっており、スケッチされた概念が縮小された規模で提出される。

### 実現とアイデアとしての競技
コンぺは通常「実現の競争」スイスでは「プロジェクト競争」として取り組まれる。特定のプロジェクトに最適な解決策が求められる。プロモーターと参加者との間の「契約」の本質的要素は、いわゆる「受注約束」であり、プロジェクトが実現された時点で、プロモーターは受注者の1人にプロジェクトのさらなる計画を委託することを約束する。原則として、少なくとも建築家とエンジニア（HOAI）の料金スケジュールに従ってサービスフェーズ2-5を割り当てることが約束されている。
例外的なケースでは、実現が意図されていない場合、競技はアイデアコンペとして実施することもできる。これらの競技は、より高い水準の計画アプローチ（通常は都市計画）を検索してたとえば、さらに計画するためのガイドラインを記す。注文誓約の紛失のため、賞金は実現競争よりもはるかに高い必要がある。そして著作権に特別な注意を払う必要がある。
アイデアコンペは契約を結ぶことなく競技を開催する選択肢であるのであるが、これを誤って解釈されることが多かったため、それを実現する意思があったとしても実現とアイデアの後でRAWは分岐を断念。秩序の約束はあらゆる競争の原則とみなされるべきとした。一方、RPWは、誓約のないコンペのオプションを定式化し続けているが、2013年の改正以来競技の目的のために「アイデア競技」という用語が再度登場している。

#### アイデアコンペ
競技でのアイデアコンペは設計者選出のための実施コンペなどとは違い、あるテーマに対して提案し構想の幅を広げていくかを考える、鍛錬やトレーニングの意味をこめて開催されることが多く、より良い都市環境づくりにつながる広いデザインやアイデアの提案を募集する。題材は要綱等であらかじめ定めらそれにそって行われるものから応募者が自由に設定するものなど、都市環境の機能性や景観的アメニティの視点から問いかけているテーマのものも多く、応募者の提出応募案・作品がかならずしも建築物を伴ったものとはならない場合もある。
アイデアコンペは継続的な年次開催のテーマ別形式のデザインコンペも定着している。そのようなコンペに参加することを通じてコンセプト形成などデザインの発想、プレゼンテーションの技術、さらにデザインとエンジニアリングの関係整理などの際に相当の発想発展がみられる。

### 協力競技
競技の基本原則は匿名である。これは、限られた参加者が自分の名前ではなく、その人物とは無関係にコンテンツに焦点を当てるために匿名で提出され、評価されることを意味している。ただし、競技は例外的に複数人を選ぶことができる。このような場合には、1つまたは複数のプレゼンテーション・コロキアが実施され、後で処理する前に参加者と共通のアプローチを議論する。匿名性を維持することはできない。協調手続きは少数の参加者のみが可能であり、タスクまたは特定の条件が手続きの過程でのみ指定できる場合には、それ自体を有用にする。

### 学生コンペ
特定の分野の学生のみが参加できるコンペ。外部の「コンペの主催者」と協力し、大学が提供する学生大会と期末課題間の境界はしばしばぼやけていく。学生用競技は規則の対象ではなく、建築競技とは部分的にしか匹敵しない。基本的には上記にあるアイデアコンペが主であるが、ごくたまに最優秀者の作品が実施となる場合のコンペティションもある。
なお日本では全国高等専門学校デザインコンペティション、長谷工住まいのデザインコンペティション、TEPCOインターカレッジデザイン選手権、せんだいデザインリーグ卒業設計日本一決定戦/梱包日本一決定戦、街並みの美学トラベルスカラシップ、トウキョウ建築コレクション、シェルター学生設計競技、赤レンガ卒業設計展、全日本学生環境共生住宅デザインコンペなど、多数開催されている。

## プロセスと原理
競技設計（コンペ）は通常、クライアントおよびプロモーターによって編成される。クライアントは公的機関や企業または個人のいずれかになる。競技会の文書が、競技の条件を公表し、作業すべき課題を定義し、定量的なパラメータ（例えば、空間計画による面積要件）または定性的な考えの形で処理の目的を記述する。
通常は建築家である競争管理者（管轄当局または契約会社など）によって組織される。コンペティションマネージャー（RPWによる能力コーディネーター）は競技者と同じ資格を持っていなければならない。
そしてこの段階で建築家の調整役を引き継ぎ、すべての内容の編集と参加、建築家から提出された草案の予備審査を担当し、さらに審査員の選考、すべての競技の準備と文書化、費用管理、展示会の準備など、プロセス全体を管理し、文書化していく。この特定のプロファイルは、1990年代から発展してきた。こうしたサービスを提供する企画者は専門化の一途をたどる。
提出されたデザインの評価と受賞者の選考は、審査員によって行われる。専門家の基準に従って、個人的かつ独立した方法で職務を遂行しなければならなく、審査の専門家で構成されている。専門家と実質的な審査員は同等の議決権を有する。最初のセッションのに、審査員は審査員の委員長と副委員を選出。専門家は競技者と同じ資格を有し、賞益を表し、必要に応じて自治体またはその他の利害関係者を代表する。審査は一般的に定示された指示（戸建住宅、商業ビルなど）基づいて、提案されたプロジェクトの質に重点を置いている。
建築競技の原則は次のとおり。
- すべての参加者の同等の扱い
- 明確な仕事
- 合理的な価格性能比
- 管轄陪審による仕事の評価
- 競争エントリー（応募者）の匿名性
- 受賞者の1人に委託する約束
- 参加者の著作権を保護する
- 建築大会における持続可能性

### 持続可能な建築コンぺ
総合的な理解におけるサスティナビリティは、あらゆる品質計画の中核的なアイデアである。この意味での基準は、計画の革新性と可搬性、社会倫理的持続性、リソースと環境の慎重な使用の考慮、経済効率、それぞれの状況における美的文化的持続可能性である。
日常生活において持続可能性という用語は、特に生態学的持続可能性のために使用されている。プロモーターが、この意味で特に持続可能な建物を建設するという目標を追求すれば、こうした競争の中でこの目標を規定することができる。持続可能な建設への言及は、これらの用語の多くで見つけることができるが、そこから具体的な要件を導き出すことはない。したがって、しばらくの間競争法にサステナビリティを確実に定着させる方法の探求が求められてきた。
客観的な評価の初期の試みは環境 - スイス エンジニアおよび建築家協会 SIA SNARC から発表された建築プロジェクトの持続可能性を評価するために 2004年に公開された分類 である。これは10の基準に基づいて、コンセプトフェーズにおいて、建物の生態学的品質を比較的に推定することができる。
ガイドは2011年に発行された持続可能性指向の建築大会 - LeNAから既存のサステナビリティアセスメントシステムから20項目の予備的なドラフト持続可能性基準を初めて導き出す。建設競技を構築する段階に、持続可能な競争力のあるプロセスでアプリケーションの可能性を提供。ガイドは、2009年の経験に基づいてハーフェンシティ、ハンブルクでの競争を行って、順番に、ハンブルクの街で与えられたとされている。2013年秋の連邦交通省ビル・アンド・アーバン・デベロップメント（BMVBS）の研究プロジェクトで連邦建造物の持続可能な建物であるBNBが移転された。この目的のために、連邦競争裁判においてどのように持続可能性の側面を考慮すべきかについてのシステムが開発された。
こうしたシステムの努力（プロパティの選択など）や競技後計画の持続可能性の重要なパラメータは、競争の中では設計によって定義されうるが、どちらか、すでに事前に決まっていない中で特に議論するのはは無意味（材料の選択など）。

## ルールとガイドライン
各競技会のルールは、主催者によって決定される。しかしながらルールしばしば国際建築家連合（International Architects of Union）が提供するガイドライン（指針）に従う。競争指針は、競技会における役割、責任、プロセス、手続き法を決定し、競争の種類、適格基準、陪審構成、参加条件、支払、賞品、結果の公表、その他の側面に関する目安を提供する。
国際コンペとした場合、国際建築家連合(UIA)の国際建築設計競技基準に準拠しなければならない。UIAはユネスコの構成機関であり、この基準はユネスコ総会で議決され、各国に勧告されており、各国政府も批准しているならば実施時は遵守し、コンペ要項はUIAの承認を受けねばならない。
国際大会は、1956年のユネスコの建築と都市計画における国際大会に関する勧告（1978年に最終更新）に基づいている。ユニオン・インターナショナル・デ・アーキテクツは、ユネスコから規則の適用を委任され、「建築と都市計画に関する国際大会のためのUIAガイド」を立ち上げた。ウイリアが運営する競技会のみが「国際大会」というタイトルの資格があり、要件を満たす必要がある。
ヨーロッパレベルでは、欧州建築家協議会（European Architects Council of Europe）が建築競技の実施に関する協調的提言を作成する。
国レベルでは各国、法的枠組みの定義が異なっている。
フランスとドイツでは、一定の費用を上回るすべての公共建築物の設計競技が義務付けられている。
ドイツ
- ドイツでは交通・建設・都市開発連邦省（BMVBS）から2009年に計画競技のためのガイドライン（2008 RPW）と空間計画、都市開発と建設の分野での競争のための原則とガイドライン（GRW1995）が発表されているが、適用初期段階後、評価の一部としてわずかに修正され、「競技の計画のためのガイドライン」として示された（RPW 2013）。しかし、これは当初、連邦政府と大半の法人の措置にのみ拘束力がある。ただし、「競争のためのルールにおける簡単なコンテスト」（RAW 2004）であるために、いくつかの州（ニーダーザクセン州とブレーメン）で適用。
- GRWには簡素な方法を開発した連邦政府と州政府の唯一の企画部門が結合し競争ルールの適用を持ち続けている。プロモーターはRPWまたはRAWを使用するための法的義務はない。しかし、建築家の参加はそのような競技会にのみ参加することを法的に義務づけられており、公正な競争が保証されている。これは、上記の競技ルールのうちの1つが使用される場合のルールである。さらに、競争の秩序の適用は、プロセスが法的に健全かつ公正なゲームで行われることを保証する。したがって、すべての手続きのためにRPWアプリケーションは実施されうる。
- コンテストフォーム 適格性、オープンおよび限定競技 - 適格性を定義することにより、プロモーターは参加した人物を決定する - 通常はz.B.として適切な職業資格を持つ建築家。オープンコンペでは、資格要件を満たし、参加の障害がないすべての人が参加できる。彼らはプロモーターまたは陪審員の従業員であるためである。ノンオープン（RPW、WOA）、限定（RAW）または条件限定（GRW）の会には、実際の競技会に先立ってエントリーが行われる。クレーム書類の発送前に、公表後、明確に定義された数の参加者を決定するための選択手続きが行われる。
- 鈴木崇英『美と自由の都市デザイン』(朝日新聞出版、2018年)によると、ドイツの建築設計コンペでは、審査員は建築設計の権威者たちからなり、応募の建築設計を純粋に設計の良し悪しで審査し、評価する。1等は建築の歴史に残る作品という観点から選ぶ。設計内容が良ければ、実施設計を仕上げる能力に心配があっても、あるいはコスト管理に経験が無くて課題が残っても選ばれる可能性があるという。2、3等は、建設の可能性、完成後の管理のしやすさなども考慮して選ぶ。そして選考委員たちは選考プロセス・理由を示した上で、1、2、3等案を入選案として事業実施者(知事や市長など）に報告される。それぞれの選考委員の考え方、投票行動などは、求められたら明らかにすぺきで説明できないという者は選考委員の資質を欠いており、引き受けるべきではないとされる。また事業実施者はコスト、予算、技術的難易度・使いやすさ・管理のしやすさなどから3案のうちから実施案をひとつ、実施者の責任において選ぶという。選考委員は建築の専門家などが多いが、彼らが選ぶ良い案が、事業実施に最適とは限らなったりまた、選考の過程で事業実施を考えすぎて、建築設計的に劣って欺瞞になるが両者の判断基準は異なっているのだから、そのことを前提としてにおいてベストを選ぶとしている。日本の場合は、それが曖昧になるという。

オーストリア
- オーストリアのコンペはガイドが建築家、すなわちの専門組織で使用することができ、連邦調達法に公共部門における競争の賞のためのルールに従って競争標準アーキテクチャ（ショートESC）。

スイス
- スイスでは、建築競技会が、SIA委員会のMerkblatt 142（建築および工学競技のための命令）に従って組織されている。

イタリアの法律における建築競争
- 建築競争はイタリアでは以下の法律の規定によって規制されている。
  - 立法判決 2006年4月12日、n。163.指令2004/17 / ECおよび2004/18 / ECの実施における業務、サービスおよび供給に関連する公的契約のコード：タイトルII - 第IV章アーキテクチャとエンジニアリングに関連するサービス。セクションIII デザイン競技会（記事99-110）および附属書IX D - コードのパートIIに記載されている通常のセクターの設計競技入札のための情報に含まれる情報。インターネットアーカイブ 2009年9月25日に提出された専用ページ[8]
  - 共和国大統領令 1999年12月21日、n.554、公共事業に関する枠組み法を実施する規制。1994年2月11日、n.109と変更点：タイトルIV - アーキテクチャとエンジニアリングに関連するサービスの割り当て。第2章 - アイデアの競争と第3章 - デザイン競技（記事57-61 インターネットアーカイブ 2011年11月25日にアーカイブされた専用ページ[9]
- これらのルールは、公共事業における設計業務の割り当ての一環として、破産手続を解する可能性を提供。時間の経過と資本主義のグローバル化に伴い、競争は価格競争力を反映している。こうした進化は、国や時期によって異なるスピードとスケールで行われたが、今日建築、都市計画、造園の分野は技術、法律、財務の技術が統合されて徐々に構築されていったためさらに複雑と化している[10]。

## 過去に開催された国際建築デザインコンペのリスト
| 競技名                                                        | 場所                     | 年        | 当選者(s) | 応募者数 |
| ------------------------------------------------------------- | ------------------------ | --------- | --- | -------- |
| ホワイトハウス                                                | ワシントンD.C.           | 1792      | ジェームズ・ホバン | 9        |
| ヴァルハラ神殿記念碑                                          | ドナウシュタウフ         | 1816      | レオ・フォン・クレンツェ |          |
| ウェストミンスター宮殿                                        | ロンドン                 | 1835      | チャールズ・バリー | 98       |
| ウィーン環状道路（リングシュトラーセ）                        | ウィーン                 | 1858      | ルートヴィヒ・フェルスター - フリードリヒ・フォン・オーガスト・スタシュ - エドゥアルト・ファン・デル・ヌル、アウグスト・シカード・フォン・シカードブルク | 85       |
| ウィーン国立歌劇場                                            | ウィーン                 | 1860      | エドゥアルド・ファン・デル・ニュールとシカード・シカード・フォン・シカードブルク                                                                         |          |
| ガルニエ宮（パリオペラ座）                                    | パリ                     | 1860      | シャルル・ガルニエ | 171      |
| アムステルダム国立美術館                                      | アムステルダム           | 1863      | ピエール・カイザーズ |          |
| 王立裁判所                                                    | ロンドン                 | 1866      | ジョージ・エドモンド・ストリート | 11       |
| 国会議事堂 (ドイツ)                                           | ベルリン                 | 1872      | ポール・ワロウ |          |
| ベール・ヴァン・ベルラージュ                                  | アムステルダム           | 1884      | ヘンドリク・ペトルス・ベルラーヘ |          |
| エッフェル塔                                                  | パリ                     | 1889      | ギュスターヴ・エッフェル |          |
| オーストリア郵便貯金銀行                                      | ウィーン                 | 1903      | オットー・ワーグナー |          |
| ストックホルム市庁舎                                          | ストックホルム           | 1903      | ラグナル・エストベリ |          |
| ヘルシンキ中央駅                                              | ヘルシンキ               | 1903      | エリエル・サーリネン | 21       |
| 平和宮                                                        | デン・ハーグ             | 1905      | ルイ・マリー・コルドニー ＋ J.A.G.ファン・デル・スチュア                                                                                                 |          |
| トリビューンタワー                                            | シカゴ                   | 1922      | ジョン・ミード・ハウエルズとレイモンド・フッド | 260      |
| 国際連盟本部                                                  | ジュネーブ               | 1926      | Henri Paul Nénot & Julien Flegenheimer; カーロ・ブルギ; カミーユ・ルフェーヴル; ジュゼッペ・ヴァゴ                                                       | 377      |
| ロシア国立図書館 (モスクワ)                                   | モスクワ                 | 1928      | ウラジミール・シューコ |          |
| アンザック戦争記念館                                          | シドニー                 | 1929      | チャールズ・ブルース・デルリット | 117      |
| ローマ・テルミニ駅                                            | ローマ                   | 1947      | レオ・カリニ、エウジェニオ・モントゥーリ、マッシモ・カステッラージ、ヴァスコ・ファディガティ、アキレ・ピントネッロ、アニバル・ヴィトッリッチ             |          |
| セイナヨキ市庁舎 ＋ レイクデンリシュティ教会                  | セイナヨキ               | 1950      | アルヴァ・アールト |          |
| シドニー・オペラハウス                                        | シドニー                 | 1955      | ヨーン・ウツソン | 233      |
| トロント市庁舎                                                | トロント                 | 1956      | ビリョ・レベル リチャード・ストロング、ハンスカール・バンデル                                                                                            | 500      |
| アムステルダム市庁舎                                          | アムステルダム           | 1967      | ヴィルヘルム・ホルツバウアー、シー・ダム、B・ビエヴェット、G・H・M・ホルト                                                                               | 804      |
| 最高裁判所 (日本)                                             | 東京                     | 1968      | 岡田新一 | 217      |
| ポンピドゥー・センター                                        | パリ                     | 1971      | レンゾ・ピアノ + リチャード・ロジャース | 681      |
| サン・カタルド墓地                                            | モデナ                   | 1971      | アルド・ロッシ、ジャンニ・ブラギエリ |          |
| 香港上海銀行・香港本店ビル                                    | 香港                     | 1979      | ノーマン・フォスター + フォスターアソシエイツ |          |
| オーストラリア連邦議事堂                                      | キャンベラ               | 1979      | ロマルド・ジルゴラ | 329      |
| シテ科学産業博物館                                            | パリ                     | 1980      | Adrien Fainsilber and Sylvain Mersier |          |
| グランダルシュ                                                | パリ                     | 1982      | ヨハン・オットー・フォン・スプレッケルセン | 420      |
| オペラ・バスティーユ                                          | パリ                     | 1983      | カルロス・オットー | 750      |
| カレドール・ド・アート                                        | ニーム                   | 1984      | ノーマン・フォスター | 12       |
| 湘南台文化センター                                            | 藤沢                     | 1985      | 長谷川逸子 | 215      |
| 新国立劇場                                                    | 東京                     | 1984      | 柳澤孝彦 ＋ Tak Associates | 228      |
| 東京国際フォーラム                                            | 東京                     | 1987      | ラファエル・ヴィニオリ | 395      |
| 関西国際空港                                                  | 大阪                     | 1988      | レンゾ・ピアノ・ビルディングワークショップ | 48       |
| ベルリン・ユダヤ博物館                                        | ベルリン                 | 1989      | ダニエル・リベスキンド | 165      |
| 新アレクサンドリア図書館                                      | アレクサンドリア         | 1989      | スノヘッタ | 523      |
| フランス国立図書館                                            | パリ                     | 1989      | ドミニク・ペロー | 244      |
| パリ日本文化会館                                              | パリ                     | 1989-1990 | 山中昌之、ケネス・アームストロング、ジェニファー・スミス                                                                                                 | 453      |
| ビルバオ・グッゲンハイム美術館                                | ビルバオ                 | 1991      | フランク・ゲーリー |          |
| ヘルシンキ現代美術館                                          | ヘルシンキ               | 1992      | スティーヴン・ホール | 516      |
| オーストリア文化フォーラム（ニューヨーク）                    | ニューヨーク             | 1992      | ライムンド・アブラハム | 226      |
| 王立デンマーク図書館                                          | コペンハーゲン           | 1993      | シュミット・ハンマー・ラッセン・アーキテクツ | 179      |
| ベルリン帝国議会ビルの再建設計競技（国会議事堂 (ドイツ)）     | ベルリン                 | 1993      | ノーマン・フォスター |          |
| 連邦首相府                                                    | ベルリン                 | 1995      | トルステン・クルーガー、クリスティアーネ・シューベルト、ベルトラム・ヴァンドライケ                                                                       |          |
| 大さん橋横浜国際旅客ターミナル                                | 横浜                     | 1995      | エフ・オー・アーキテクツ（アレハンドロ・ザエラ・ポロ、ファッシド・ムサヴィ）                                                                             | 660      |
| フェリックス・ナスバム・ハウス                                | オスナブリュック         | 1995      | ダニエル・リベスキンド | 296      |
| アディダス社社屋「ワールド オブ スポーツ」マスター プラン     | ヘルツォーゲンアウラッハ | 1998-1999 | agps architecture |          |
| ムーン島の地質博物館                                          | ムーン島                 | 2002      | PLHアーキテクツ | 292      |
| BMWプラント中央ビル                                           | ライプツィヒ             | 2002      | ザハ・ハディッド+グロス・マックス | 200超    |
| フンボルトフォーラム                                          | ベルリン                 | 2008      | フランコ・ステラ |          |
| フィルハーモニー・ド・パリ                                    | パリ                     | 2011      | ジャン・ヌーヴェル | 98       |
| マハティール邸宅                                              | クアラルンプール         | 2016      | ティエン・エクン | 196      |
| アディダス社社屋「ワールド オブ スポーツ」HALFTIME Meet & Eat | ヘルツォーゲンアウラッハ | 2018      | COBEコペンハーゲン with COBEベルリン コンペチーム |          |
| カンプ・ノウ                                                  | バルセロナ               | 2019      | 日建設計＋パスカル-アウジオ |          |
| 国立競技場                                                    | 東京                     | 2021      | 大成建設＋梓設計＋隈研吾 |          |

建築における学生用設計競技-国際大会例
- 青い賞（サステナビリティ）：ウィーン工科大学の持続可能な宇宙設計部が責任ある建築設計を強調するために、国際建築家協会（UIA）の支援を得て2年ごとに開催されている[11][12]。
- 国際建築財団コンクール ジャックRougerie：毎年開催。このコンテストで若い建築家、エンジニアや設計者が3つの特定の部門賞：イノベーションとアーキテクチャ スペースのための技術革新とアーキテクチャ、価格のアーキテクチャとアセントレベルで海洋の問題[13] を取り扱う。
- ユーロパン競技：2年ごとに開催される建築および都市計画のアイデアコンペで、ヨーロッパの専門家へ公開募集[14]。

## 他
建築群等の例
ヨハン・ヴォルフガング・ゲーテ大学フランクフルト校のキャンパス・ウェストエンド設計競技（2003年）やエッセンのティッセン・クルップクォーター、2006年（建築家：JSWD Architektenの Chaix ＆ Morel）等の例がみられる。
建築競技以外の例
建築以外の建造物では、上海物資大楼国際意匠設計競技、中国・成都市の河川の景観設計国際コンペ 中国・天津経済技術開発区の区域景観設計（2001年）や第三大街休閑園・歩道橋計画（2001年）と様々に実施されている。
記念碑ではミラノの記念噴水設計競技案（1962年）、クネオの対ドイツ抵抗運動記念碑設計競技、モデナ墓地設計競技、ユーハン・ヴィルヘイム・スネルマンの記念碑の設計競技（1910年代、結果はKolme seppaa（3人の鍛冶屋、1932年）に流用）などが知られる。
土木の橋梁の設計においては非常に多く実施されている。
一例として
ヴィオール橋（1887年）、バルセロナ・オリンピック/バッハ・デ・ローダ橋（1984年）、ザルギナトーベル橋（1930年）、中国・黄河架設鉄道橋の国際設計競技（1911年）ミレニアム・ブリッジ (ロンドン)など、世界でも広く行われている。
都市の設計、都市計画の担当者をコンペティションで選出するのも以前から行われており、主なものとして、
18世紀にジェームズ・クレイグが優勝したエディンバラ新市街（1766年）、ピエール・シャルル・ランファンがコンペに当選したワシントンD.C.アメリカ合衆国連邦都市建設計画（1790年）など。
19世紀にはルートヴィヒ・フェルスターが当選したウィーン・城壁撤去後の土地利用（1857年）
ロヴェラ・イ・トリアスらが一等当選したバルセロナ市主催市域拡張計画（1858年）
ラインハルト・バウマイスターが受賞したマンハイムの拡大のための都市計画（1872年）
のほか、ミラノ市大聖堂広場（1860年）ブダペスト都市設計競技（1871年）
チェコ・プラハ市ヨゼフォフ再開発（1893年）
など。
20世紀に入って、
レイモンド・アンウィン当選したレッチワース - ローントリー家立案のプログラムに基づくガーデンシティ（1903年）
レオン・ジョセリーが一等になったバルセロナ市国主催拡張計画（1903年）
マリアン・リャレヴィチらが見事1等当選したモスクワ・クレストフスカヤ門地区コンプレックス計画コンペティション（1904年）
のほか、
1907年ベルガモの中心部（改装設計競技、1922年と1927年の間に実施予定）、
1910年代にはベルリン改造（1910年）のほか、
アンリ・プロストが一等になったアントウェルペン（国際都市計画コンペ、1910年）、
ウォルター・バーリー・グリフィンが当選したオーストラリア連邦のキャンベラ新首都計画（1912年）
エリエル・サーリネン が見事1等に輝いたエストニア・タリンの再開発都市計画、
パトリック・アバークロンビーが満場一致で一等に入選し、国際的な名声を得たアイルランド・ダブリン首都計画コンペ（1914年）、
レオン・ジョセリー が一等受賞したパリ市街地事業計画（国際競技、1919年）、
など。1920年代には
スティン・アイラー・ラスムッセンらが都市計画設計競技に入賞と勝利したRingstedとHirtshalsという2つの都市、
エルンスト・マイが優勝したブレスラウ（都市開発設計競技、1921年）、
ヘルマン・ヤンセンが一等当選のトルコ首都アンカラ（国際建設設計競技、1928年）、
カールスルーエ・ダンメルシュトルク地区住宅地開発（1927年）
南京中央政活区設計（1929年）
中国政府主催で行われた上海中央政活区設計（1929年）
ベルリン・アレクサンダー広場再開発のコンセプト提案（1929年。アレクサンダー広場及びベルリンの再開発のため設計競技を市が画策 ）
など。
マグニトゴルスク他、ソ連5カ年計画に基づく各地の新都市都市計画（1929年から）もコンペが実施されたが、応募案が芳しく無く、主催者側のNAミリューチンが担当する羽目になっているが、1930年代にもソ連は「大モスクワ拡張・再建」設計競技(1931-32年)を実施したが、結局採用にいたらなかった。
1940年代にはアルヴァ・アールトが当選したオタニエミ（1949年）
など、1950年代には
ヘルマン・ヘンセルマン が1等当選したヴィヴァーヴィーゼ高層集合住宅（設計競技、1950年）、
ウジェーヌ・ボードゥアンが設計競技で一位入選したストラスブールのシテ・ロッテルダム（1951年）、
ルシオ・コスタのプランが選出されたブラジリア都市計画（1957年）
のほか、
ヘルゴラント島開発計画（1952年）
スターリンアレー復興計画（1951年）
など。1960年代には
チュニジア・チュニス（国際オープンコンペティション、1960年)
エルヴィル＝サン＝クレール（1961年）
サンフランシスコ再開発（1961年）
ジョルジュ・キャンディリスが当選したトゥールーズ＝ル・ミライユ （1961年）
丹下健三グループが当選したスコピエ・旧ユーゴスラビア都市再建(計画設計競技、1965年）
のほか、
テルアビブ・ヨッホ市の都市計画（1963年）
住区計画全欧競技設計（1966年）
ウィーン国際会議場・国連事務機構都市（国際設計競技、1969年）、
国連ペルー低所得者層集合住宅（国際指名競技設計 1969年）や、
当時の市長イヴォ・アルズアは新たな都市計画の策定を求めてマスタープランの素案を求めるコンペを開催し、パラナ連邦大学の学生で後に市長となるジャイメ・レルネルらの社会プロジェクト研究会が最優秀賞を獲るクリチバ（1964年）
など。
1970年代には
ウィーン市再開発（国際設計競技、1972年）、ウィーン南部開発都市計画（国際競技設計、1972年）、
ペルージア・フォンティベーゲビジネスセンター（国際都市計画設計競技、1972年）
ベルンハルト・ヴィンクラーの提案が勝利し、採用されたニュルンベルク 歩行者専用区域都市建設コンペ（1973年）、
アブダビ国際会議場都市（国際オープンコンペティション、1975年）、
南イタリア洞窟都市の保存と再生計画（1976年）
マニラ住宅地国際オープンコンペティション（1976年）
など。1980年代には
西ベルリン・インターバウ西ベルリン市内各所（1980年）
バグダッド・アーバンデザイン国際指名競技設計（1981年）
アンカラ、Ulus Historical City Centerの再編（1986年）
タクシム・スクエアのアーバンデザイン（1987年）
ブルサ市内中心部のアーバンデザインと商業用オフィスと文化のための多目的ビル（1987年）
トゥールーズ再開発国際指名競技設計（1989年）
実物の建築を展示する展覧会ベルリン国際建築展（IBA）におけるベルリンの集合住宅地都市計画（1987年）
など。1990年代には
ベルリン市の主要開発地区の都市計画国際コンペ（シュプレーボーゲン計画、ポツダム広場、アレクサンダー広場、ランツベルガー・アレー／リンシュトラッセ都市再開発など、1990年～1994年）
モントリオール都市国際設計競技（1990年）
エクサン・プロヴァンス再開発国際指名競技設計（1990年）
パリ・デファンス地区大軸線計画（1991年）
オラニエンブルク・元ザクセンハウゼン強制収容所隣接地域再開発（1992年）
ドイツ政府三権施設アーバンデザイン(1992年）
ホーチミン市の新都市へのビジョン案（1993年）
フライブルク市ヴォバーン地区（1995年）
トランブレ＝アン＝フランス街開発と環境整備（1996年）
ホイヤスヴェルダ（1997年、国際コンペティション）
カザフスタン政府主催の国際コンペで1位に選ばれた黒川紀章の都市計画案に基づき開発が続けられているアスタナ （1998年）
のほか、
ポルヴァシティセンター都市計画（1999年）
ヴォルシティセンター（1999年）
ラクヴェレシティセンター都市計画（1999年）
ヴォル中央地区計画（1999年）
リバプール・アルバート・ドック地区都市再生のための開発計画（1999年）
など。
2000年代以降は
タリン沿岸地域計画（2000年）
ポルヴァ中央地区計画（2000年）
タリンウォーターフロントエリアの都市開発（2000年）
ナルヴァシティセンター都市計画（2001年）
中国・広州市珠江口地区のマスタープラン（2001年）
河南省鄭州市鄭東新区（2001年）
楽清市市庁舎及び中心区整備（国際指名コンペ、2001年）
香港西九龍地区開発計画（2002年）
マレーシア・ペナン市政府：ジョージタウン市街地活性化（2002- 2003年）
タリンIMustjoe住居地区都市計画（2002年）
シンガポール・フュージョンポリス（2002年）
シンガポールTHE WATERFRONT AT THE DOWNTOWN AT MARINA BAY（2003年）
ウィーン歴史地区都市計画コンペ（2003年）
ナルバ・タリンナ・カンゲラステの交差点計画（2003年）
リガ・イプサラ計画（2002年）
中国天津市開発区都市計画国際指名設計競技（2004年）
中国長春南部中心城区発展計画（2004年）上海市旗忠森林体育城住宅都市（計画設計国際コンペ、2004年）、上海市浦江鎮基地住宅都市（計画設計国際コンペ、2004年）、
韓国・釜山市グアンボク通りPIFF広場再活性化（2005年）
ホーチミン市IPC／ヒエップ・フォック港湾地区マスタープラン（2007年）
タリンI Maakri地区都市計画（2007年）天津市大寺新家園居住区（計画設計国際コンペ、2007年）
スペイン・バレンシア 国際デザインコンペ 港湾地域の跡地利用（2007年）
ハノイ市／ホアンキエム湖周辺まちづくり（2008年）
ハロン湾BaiChay地区観光・商業開発計画（2008年）
ハノイ市／ホアンキエム湖周辺まちづくり（2009年）
アメリカのスキッドモア・オーウィングズ・アンド・メリル社（SOM）が勝つ北京商務中心区開発計画のコンペ（2009年）、
NTTファシリティーズ、GK設計グループが都市計画コンペ1位を獲得する中華人民共和国青島市（2010年）、
台湾タワーのエリアを含む台中水湳経貿生態園区都市計画（デザインコンペ、2010年）
中国江蘇省太倉市／華東環球商貿物流城概念計画及び一期城市設計（2010年）
マルセイユの旧港再整備計画（2011年）
ベトナム国ビンフック省大学都市計画（国際コンペ、2012年）
ワシントン.D.C.の公共空間「11th street bridge park」（2014年）
韓国仁川立体都市計画施設国際コンペ（2014年）
ハルビン西駅地区東南部区域概念設計コンペ、
鄭州市中州大道（仮称 元107国道） 景観計画設計方案国際コンペ、
無錫金城湾開発プロジェクト方案設計国際コンペ、
北京懐柔科学都市計画（国際プロポーザル・コンペ、2017年）中国雄安新区（都市計画コンペ、2017年）
河北雄安新区（都市設計国際プロポーザル・コンペ、2018年）
ロシア・リジスキー貨物ヤード跡地再開発（2019年）
日本設計、パシフィックコンサルタンツと深圳華匯設計との協同により、中国・深圳市都市計画・自然資源局龍華管理局が主催するコンペにおいて第1位を獲得した深圳北駅ターミナル地区都市計画（2020年）
中国のスマートシティ雄安新区都市計画（2020年）
など。
都市計画にはアイデアコンペもドイツ民主共和国の首都ベルリン社会主義的都市改造に関するアイデア設計競技（1958年）ケルンにおけるメディアパーク都市計画構想（1988年）モントリオール国際都市設計競技（1992年）など、幾つか実施されている。

## 日本での事例

### 建築競技以外の例
日本でも建築以外の建造物では、東京都・中央区月島地区修築型再整備設計競技（1995年）、日本ランド観光開発計画（富士急行、1965年）
、小山市城東地区街角広場設計競技（栃木県小山市、1995年）土木計画学公共政策デザインコンペ、愛媛県鞍瀬川の自然再生コンペや都市計画道路(例えば都市計画道路 沼津南一色線設計競技（2020年）やなど）まで、様々に実施されている。
記念碑物では関西りんくうタウン 「屋外彫刻公園」設計競技、北九州市政10周年記念噴水デザイン（1972年）や福岡市戦災復興記念 須崎公園大噴水設計競技（1967年）平塚市戦没者慰霊施設図案（1964年）など、各地の碑で多く実施されている。戦災死没者の追悼施設は全国に多くあるが、戦前期から財団法人大日本忠霊顕彰会の発足により全国での忠霊塔設置計画がなされる。1939年に当時の東京市会は「支那事変関係合同墓碑建設に関する決議」で東京市忠霊塔建設事業協会を設立して事業に着手し「東京市忠霊塔」が「全国の市町村の模範となるやうに他に魁けて建設する｣ことが掲げられ、競技設計を推進した。当時の当選者と「忠霊塔標準様式」は1940年9月の東京市『市制週報』表紙で発表された。
日本では博覧会敷地については「明治50年」を期して代々木と青山で計画されていた幻の「日本大博覧会」構想における設計競技・日本大博覧会敷地設計（1911年）があり、宮内省内匠寮の吉武東里が一等当選した。
横浜では横浜みなとみらい21 中央地区24街区事業計画提案設計競技（1983年）や市主催によるみなとみらい21ドックパーク基本計画コンペなど、また横浜の都市デザインの一環で横浜アーバンデザイン国際コンペが1988年、1990年、1992年と実施され、公開コンペとして大々的になされた。
都営地下鉄大江戸線では駅舎や施設構造を建築家と土木の専門家らの協働の設計競技やモニュメントの設計競技も実施された。 

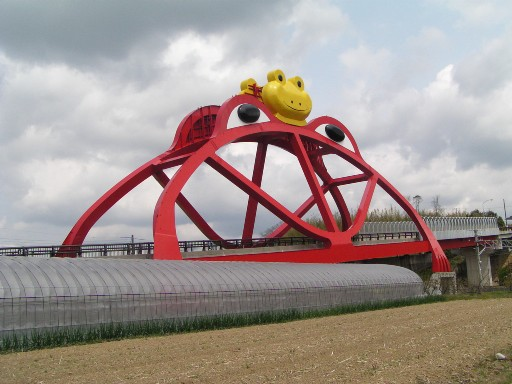
かえる大橋（印南町）

土木の橋梁の設計において、日本国内でも大阪市に現在も架かる大江橋と淀屋橋は1934年に意匠設計競技（デザインコンペティション）で選ばれた案に基づいて建設されている他、現在でも、仙台市高速鉄道東西線・広瀬川橋りょう他設計競技（2005年）、新潟県荒川橋（指名コンペ、1992年）、阿蘇内牧温泉シンボル橋づくり設計競技（1988年）、多摩ニュータウン稲城連絡橋、謙信公大橋（新潟県上越市、1993年）、（仮称）道頓堀川人道橋デザイン（2005年）、平和大橋歩道橋（国際デザインコンペ、2008年）、広島南道路太田川放水路橋りょうデザイン提案設計競（国際デザインコンペ、2009年）、神戸市の税関前歩道橋設計競技（2018年）など、広く活用されている。
東京都稲城市のくじら橋、印南町のかえる橋も、コンペティションで選ばれた案である。
2018年には土木学会で「土木設計競技ガイドライン・同解説＋資料集」（土木学会建設マネジメント委員会公共デザインへの競争性導入に関する実施ガイドライン研究小委員 編）を策定している。
日本建築学会では現在、技術系の設計競技として、技術部門設計競技を主催している。

### 建築の事例
日本最初の設計競技
日本における最初の設計競技と言われているのが、1889年（明治22年）に行われた、宮城正門内鉄橋際櫓台上 のオブジェのもので、「宮城正門内鉄橋際櫓台」という旧江戸城で「西の丸書院門」と称された渡櫓の櫓台、すなわち石垣で、ここに設置する「巨大なる銅器」の設計競技が建築学会の主催で開催された。これは銅器の意匠案で、実現はしなかったが、近江栄は日本建築史上においてもデザイン史上においても設計競技の第1号とした。昭和2年発行の『明治工業史 建築編』に「懸賞競技」の項があり、この意匠募集について記述している。 競技結果としては、宗兵蔵（のちに奈良、京都の帝室博物館の設計を担当することになる人物）が一等に選ばれた。二等に宗兵蔵と同期の横河民輔、三等に藤本壽吉と高山幸次郎の二人が選ばれた。
明治期のコンペ
日本でコンペがしばしば実施されるようになったのは国会議事堂の計画と深い関わりがある。明治10年代の官庁集中計画以来、議事堂建設の計画が度々持ち上がったが、財政上から仮建築のままであった。日露戦争後、本建築への機運が高まり、大蔵省臨時建築部が建設計画を進めたが、建築学会会長の辰野金吾らは官僚主導の計画を批判し、公開コンペの開催を要求していた。その頃まで実際に建築界でコンペが行われることは少なかったが、明治末の頃から次第に実施される機会が増えてきた。
明治から昭和中期のコンペでは、優れた建築家を選ぶのではなく、優れたデザインを選ぶものと考えられ、当選者が実施設計まで担当することは少なかった。また、設計者の著作権を尊重するという発想に乏しく、応募案から選んだものに審査員などが大きく手を加えることがしばしば見られた。
公開設計競技の初期

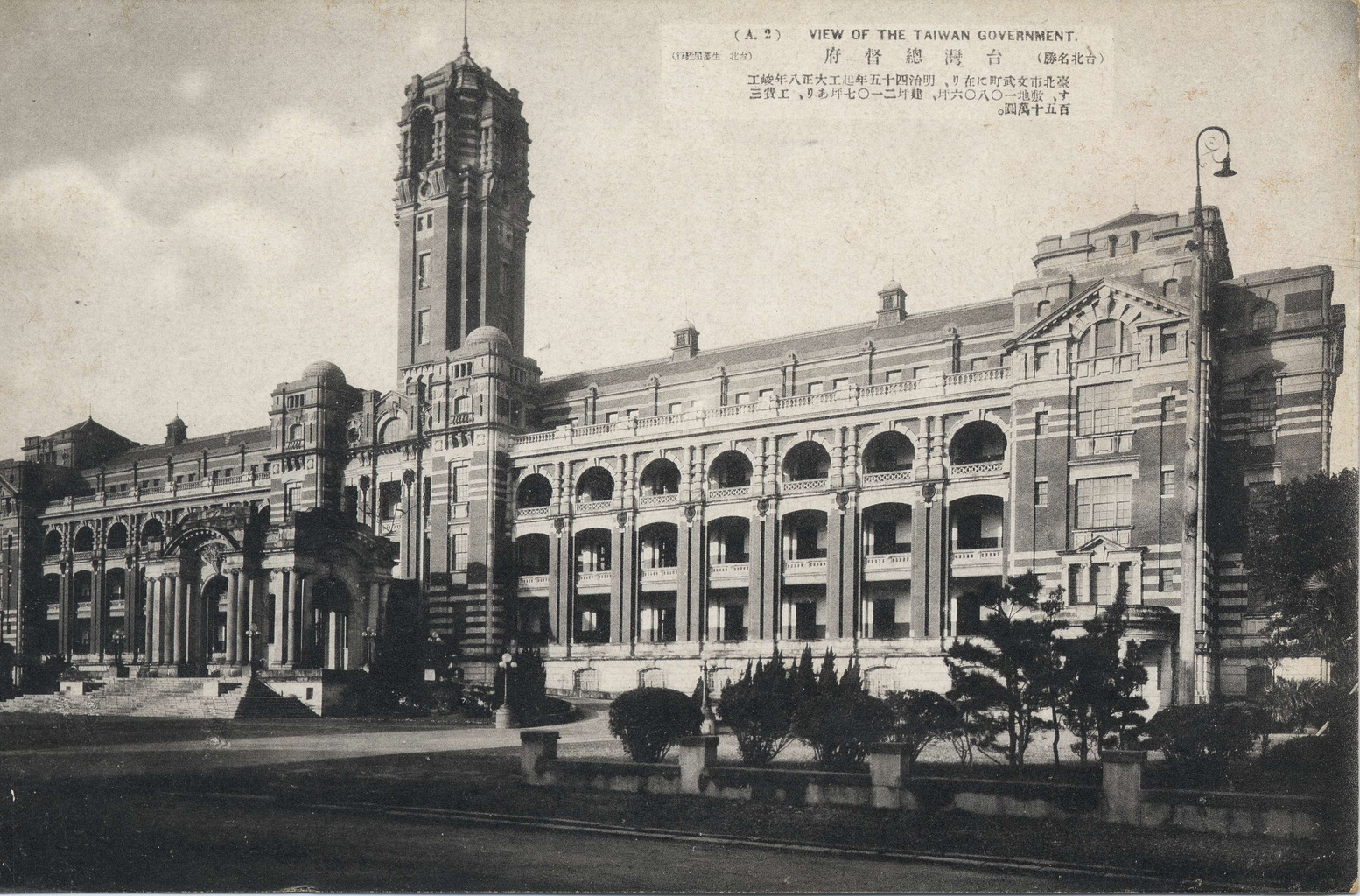
台湾総督府庁舎

1909年の台湾総督府庁舎新築懸賞設計が日本における公開建築設計競技の初期の事例で、二段階の公開コンペが行われた。「1等当選なし」とされたため、2等の長野宇平治は最優秀者を1等にすべきと主催者側に抗議したが、台湾総督府技師の森山松之助が中央の塔を高く修正し、実施。1912年には大阪市中央公会堂の指名コンペが当時の中堅建築家により行われた結果、岡田信一郎案が1等当選。これも、辰野片岡建築事務所（辰野金吾・片岡安）が修正を加えて実施した。岡田は原案のみであり、実施設計には関与していない。

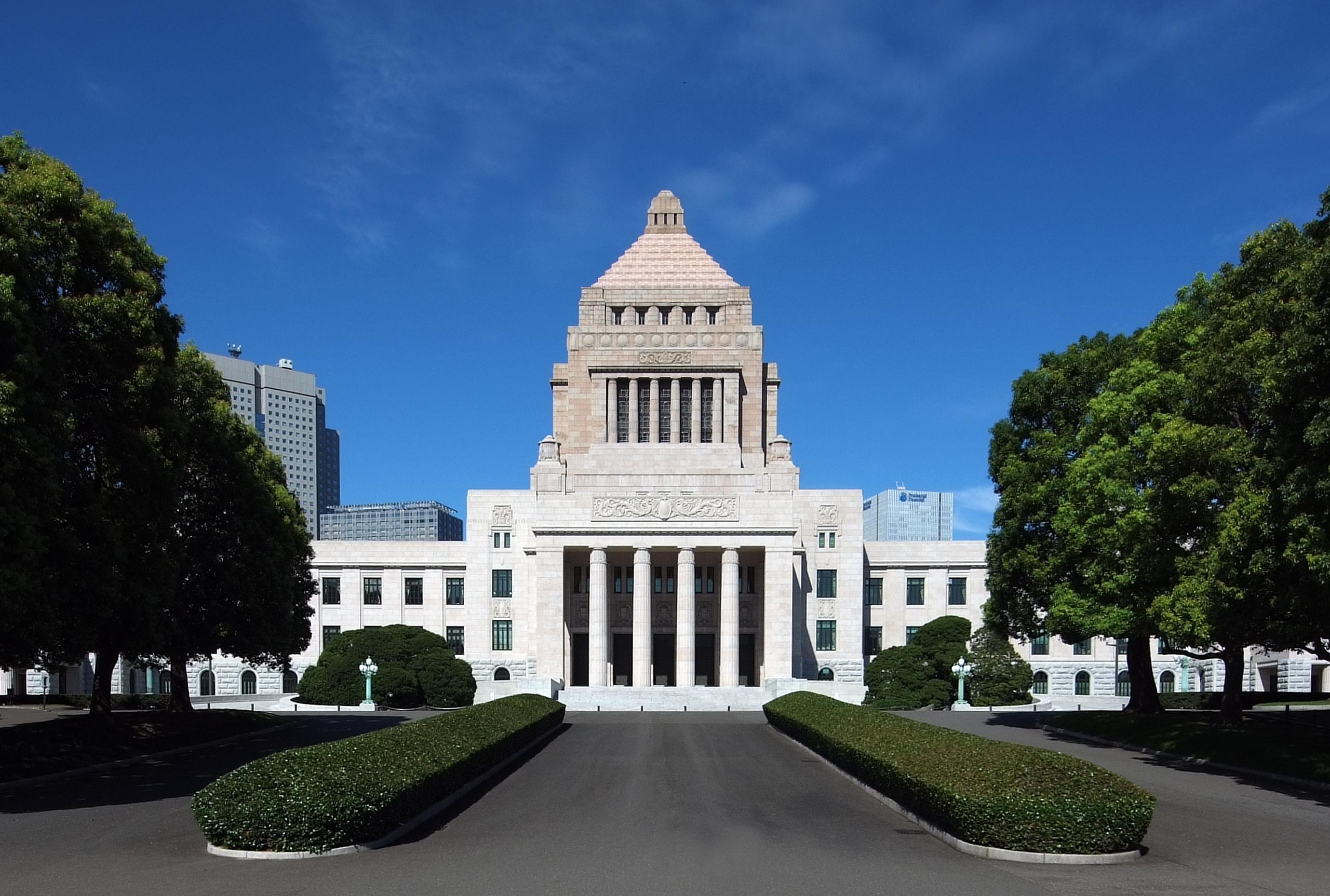
国会議事堂

1919年におこなわれた議院建築（国会議事堂）の公開コンペは、旧宮内省内匠寮の渡辺福三案が1等に当選した。これは1等案をはじめ西欧追随的な案ばかりだとして、当時の若手建築家らが建築会を組織して抗議運動を展開し、再競技の実施を決議したり、下田菊太郎が議会に請願書を提出し無効を訴えるといった一幕もあった。結局当選案は大きく設計変更されて実施されることになった。議事堂は1920年に着工、1936年竣工した。

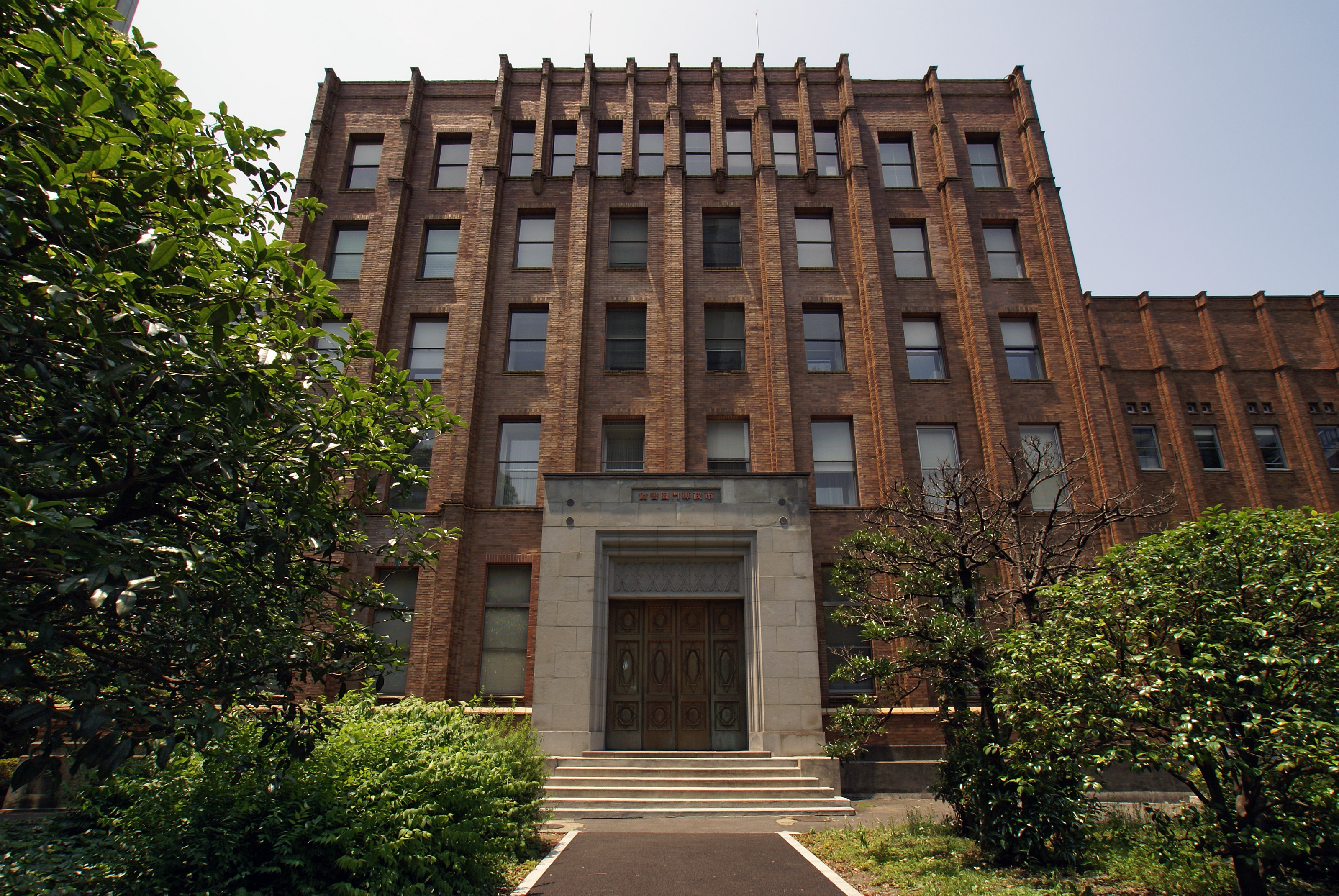
日比谷公会堂

1923年の日比谷公会堂のコンペでは佐藤功一案が1等となった。これは佐藤自身が当初案（ルネサンス風）を関東大震災による中断の後、大きく変更してゴシック風のデザインとした。同年行われた早稲田大学大隈記念講堂のコンペは公開コンペにより前田健二郎らの案が1等となったがこれも関東大震災による中断の後、当選案は破棄され、佐藤功一はじめ早稲田大学の教授らが改めて設計を行い、実施した。
1925年に実施された神奈川県庁舎のコンペも中村順平が応募規程を批判。小尾嘉郎による帝冠様式風の1等当選案に佐野利器、県営繕課が手を加えて実施。同年の東京大震災記念建造物のコンペも前田健二郎の当選案は採用されず、審査員の伊東忠太がまったく異なるデザインで設計した（震災記念堂・復興記念館：現在の東京都慰霊堂）。またこの時期、パリ万国博覧会 (1925年)の日本館の建築についても、指名設計競技にかけられ、中村順平横浜高等工芸学校教授、山田七五郎横浜市営繕課長、河津七郎の三名が参加し、審査委員長の塚本靖東京帝国大学教授は、山田の案を選んだ。この案は「日本館は日本中流生活の郊外住宅を現代式に則り設計したるもの】（「巴里万国装飾美術工芸博覧会日本産業協会事務報告書」）で、簓子下見張りの壁に軒の出の少ない瓦屋根が載るありふれた和風住宅風であった。実施設計は宮本岩吉の手をかりて仕上げ、建設は、全ての材料を海路でパリに運び、篠田某氏の現場管理のもと島田藤吉商店 (現島藤建設) の手で建てあげられている。

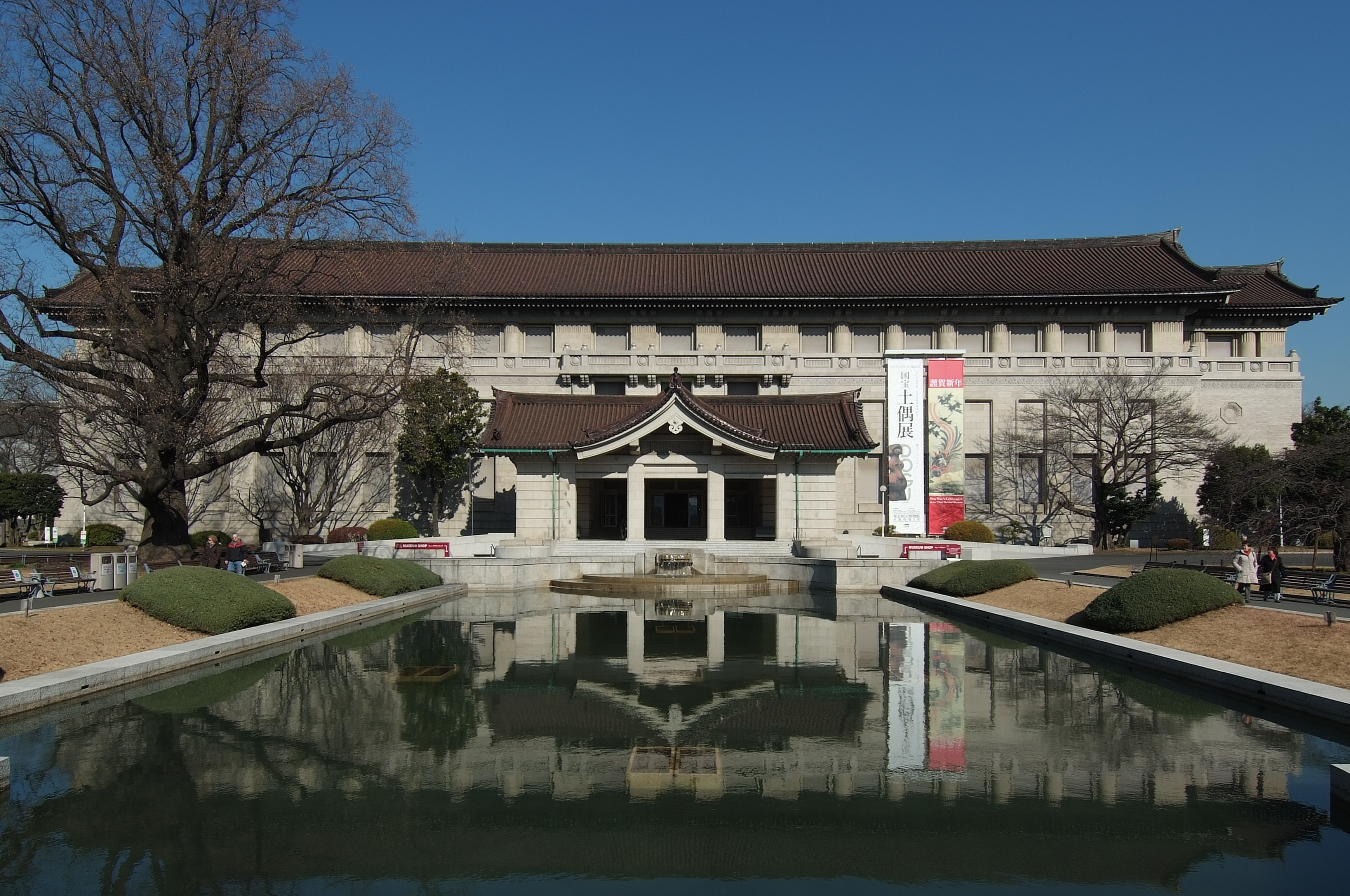
東京国立博物館

1931年に実施された東京帝室博物館（東京国立博物館）のコンペは要綱に「日本趣味を基調とする東洋式」と規定があり、日本インターナショナル建築会から拒否声明文が発表された（これに対して中村鎮が無意味だと批判した）。渡辺仁案が1等当選し、宮内省内匠寮が手を加えて実施した。1930年に実施された日本生命館（日本橋髙島屋）意匠の公開コンペは1等当選の高橋貞太郎が日本生命館臨時建築局に加わり、実施設計まで行った。
戦後

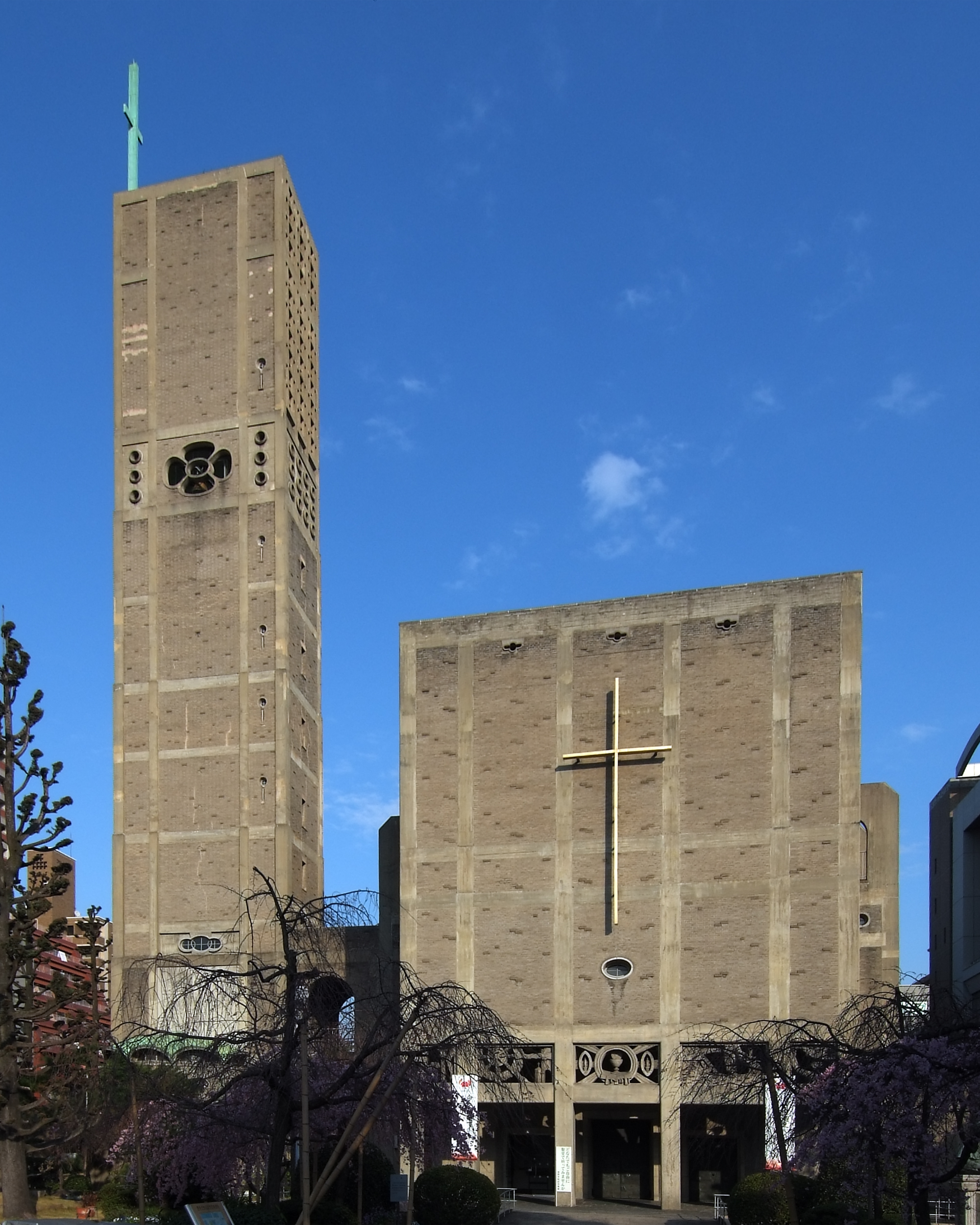
広島カトリック聖堂（世界平和記念聖堂）

1948年に実施された広島カトリック聖堂（世界平和記念聖堂）のコンペは第2次世界大戦後まもなく行われた公開コンペで、「1等当選作は該当なし」とされ、審査員の1人村野藤吾が自ら設計を行うことになったため、コンペの公平性などについて大きな議論を呼んだ。1951年に実施された日本銀行金沢支店指名設計競技は審査員岸田日出刀が選出した佐藤武夫案を時の総裁一万田尚登が撤回し、山下寿郎案に。岸田は日銀顧問を辞任、佐藤の参加作品を撤収した。1952年の外務省独立庁舎指名設計競技は、参加報酬と審査側の謝礼が少なく、委員の一人である岸田日出刀は外務省を批判。
1952年の東京空港ビル指名設計競技は、あらかじめ実施設計が松田平田設計にきめられていて、当初の指名者は応募を拒否。その後すぐに6人を指名した。内5名が提出し、「1等なし」となると5名は異議を申し立て、その結果「設計合同協議会」なる形で基本設計を行うことになる。一方、1953年の神奈川県中小企業会館指名設計競技では応募要綱は先に定めず、クライアント、審査員、応募者三者で同じテーブルについて考えを進めて相談してから起草された。佐藤武夫が当選し、県分庁舎も担当することになった。
国立国会図書館は 1948年に設立された当初、旧赤坂離宮を仮庁舎にしていたが、やがて本建築をドイツ大使館跡地に建設することになったもの。1954年に施されたコンペでは、建築の著作権が問題となった。MID同人の当選案は建築のヴォームそのもので隣り合う国会議事堂に匹敵する存在感の獲得を意図したものだったが、建設省の実施設計の過程で庇がつけられ、効果は弱められた。
1960年に竣工する尾崎記念会館は戦前の陸軍省・参謀本部の跡地に、戦中も軍部のお成横暴を批判して止まなかった議会政治の父尾崎行雄を記念する会館が計画されたもので、資金は国民の寄付でまかなわれた。日本で初めて二段階方式のコンペにかけられ、海老原一郎が選ばれる。カペレッティの邸館風の参謀本部 (1881) に代わって、戦後に整備された国会前庭と調和を図った建築が姿を現わした。国会前庭には日本水原点標庫も残るが測量部署（陸地測部）が参謀本部の下に置かれていたことの残りで新たな国家的施設が設計競技に付され、建築家たちが案を競った場所であった。敷地の多くは皇居近くの要所に位置を占めてきた軍関係施設の跡地で建築が戦後日本の顔をいかにつくるかという課題を帯びることになる。
戦後日本の顔という点で、国立劇場と最高裁判所庁舎のコンペがよく知られる。両者の敷地は戦前には陸軍航空本廠だった場所で、戦後に接収され、1958年までアメリカ軍の住宅地「パレス・ハイス」とに利用されていた。国立劇場のコンペでは校倉造にアイデアを求めたデザインが論議を呼んだ。最高裁判所コンペも壁面の構成が話題を集めた。

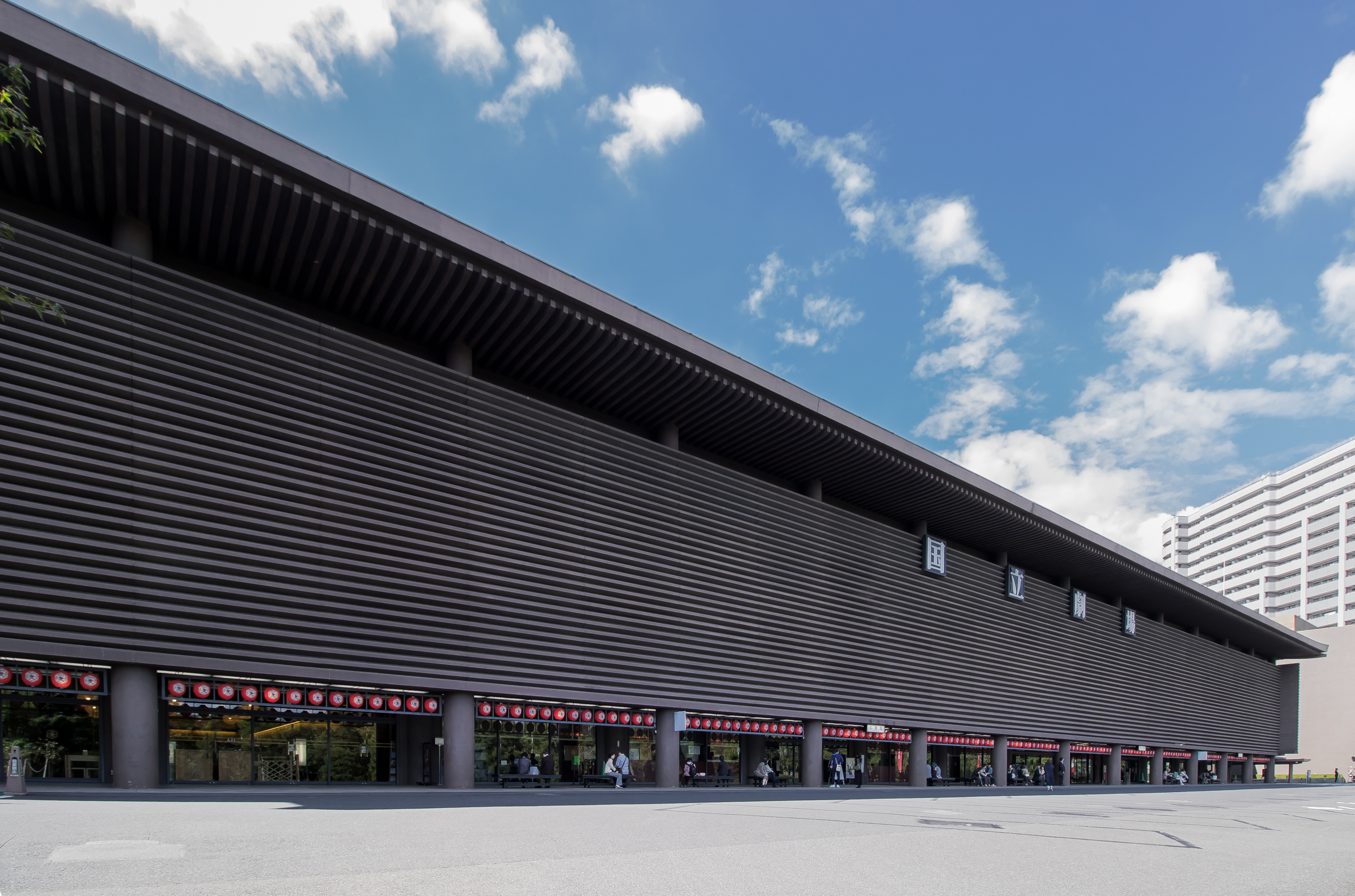
国立劇場

1963年に実施された国立劇場のコンペは木造モチーフ（校倉造り風）を採り入れた岩本博行が率いる竹中工務店設計部の案が当選（清水建設設計部の案も入賞していた）。実施設計は建設省営繕局が行い、施工は竹中工務店が受注した。このころ国のプロジェクトで公開のコンペを実施すると、ゼネコンが組織を挙げて設計して入選していた。1965年に実施された日本建築センターコンペの大林組のケースも同様であったが、設計をとったゼネコンが施工までを受注していた。
1968年に実施された最高裁判所庁舎の公開コンペにより、鹿島建設設計部に所属する岡田新一の案が採用された。工事受注についての公正さを保つ（設計・施工の分離）ため、実施設計に当たって岡田は鹿島建設から独立し自身の設計事務所を組織した。施工は鹿島建設が受注。
このころから官公庁発注コンペの応募資格についていろいろ意見が出されていた。1986年の新国立劇場も公開コンペを経て、竹中工務店設計部に所属する柳澤孝彦の案が採用された。コンペの規定により（設計・施工の分離）、柳澤は独立して自身の設計事務所を組織し、実施設計に当たった。施工は竹中工務店を含むJVが受注した。
1978年に応募が開始された名護市市庁舎の設計競技は、第一段階の企画と第2段階の基本の設計の2段階で実施された。第一段階で5案に絞られ、それぞれに対して要望書が付記され第2段階で発展的な提案を求められた。審査委員長は清家清で審査の結果は一席にTeamZOO(象設計集団)案が選ばれた。
同年に行われた大阪市新庁舎コンペはデザイン構想案を求めている。また審査評を積極的に開示した。同年にはこの他千葉県印西町庁舎のコンペでは委託方式の試金石になったが、78年にはこのほか群馬女子会コンペでは20社が応募。武生市文化センター設計競技では福井県方式が見られた。京都駅南再開発の競技、岩見沢市立総合病院改築基本設計コンペもこの時期である。
翌年79年もいくつかあり、理想と憶測を呼んだ沼津市民センター設計競技や 質疑応答が白熱した栃木県立博物館指名コンペ当選案や、要綱破りがおきた福岡市庁舎、限定公開段階方式で行われた岐阜県口腔保健衛生センター設計競技、婦人らの集約した要求が与条件であった神奈川県婦人総合センター設計競技、などがあった。
コンペ案で大胆な試みを実施した公共建築ではこの時期他に 平凡を避けた福井県庁舎（当選者は日建設計）建築界とのズレが見えた新潟県立自然科学館(当選者は石本建築事務所) 長野市立博物館（当選者は宮本忠長建築設計事務所）戸田市文化会館（当選者は佐藤武夫事務所）などがある。
1981年の名古屋市芸術総合センター設計競技では限定公開2段階方式で実施された。限定公開方式は他に栃木県営住宅平松団地設計競技があった。1982年の練馬区医師会館設計競技では既作品の写真図面で一次審査がなされた。同年では東京プランを選ばせた三ゾーン制の水戸タウンハウスモデル82も実施された。
1985年には大谷幸夫の提言で公開になった駒ケ岳市文化公園(仮称)施設群設計競技があった。1985年にはこのほか埼玉県産業文化センター提案競技や1986年全労済会館公開設計競技、日本医師会館設計競技など当選案のアイデア性が話題となった。
この頃、1980年代の中ごろから、分譲住宅に建築家のコンペ入選作品を採用し始めている。
1986年は話題性のあるコンペが多く実施された。
同年の全労済会館公開設計競技と日本医師会会館設計競技など、当選案のアイデア性が話題となった。
カナダ大使館再開発提案指名競技では、借入金0で所有権も保証受益権分割で行われた。
カナダ大使館再開発提案指名競技では、借入金0で所有権も保証受益権分割で行われた。この時期は提案型コンペ公式がブームを呼んでいた。
1986年に募集された湘南台文化センタープロポーザルコンペでは公開コンペとして面接を取り入れられている。同年の心斎橋筋アーケード改築コンペティションではコンサルタントがコンペを演出。この頃から分譲住宅に建築家のコンペ入選作品を採用し始めている。1986年には会津鬼怒川線で二つの駅舎コンペもあり、小さな施設に561点の応募があった。なお、1986年に実施した日本火災海上保険軽井沢厚生寮が80年代に最も多くの応募があったコンペである。アントニン・レーモンドが設計した軽井沢夏の家の建て替え計画の提案求めるコンペで審査委員の近江栄がこんな小規模な建物が公開コンペとなった例がないと語っていた。取り組みやすい題材設定のため654人の応募を集めている。審査委員長は清家清で秋元和雄が当選している。
1986年は更に現在の東京都庁舎で「指名コンペ」を実施。ゴシック様式を思わせる第一庁舎、議事堂が取り囲む市民広場（都民広場）といった特徴を持つ丹下健三の案が選ばれた。シンボリックで威圧的な超高層のフォルムに疑問をはさむ声もあった。丹下案に次いで支持されたのは山下設計によるツインタワー案で、機能的には丹下案よりも優れているとも言えたが、審査員からは「首都東京の庁舎としては格調にかける」といった意見も出て採用されなかった。丹下案の格調の高さは竣工後に「贅沢すぎる」といった批判を受けた。（後に、丹下は近隣の新宿パークタワーも手がけ、一帯の超高層ビルのフォルムにある種の秩序を与えた。）

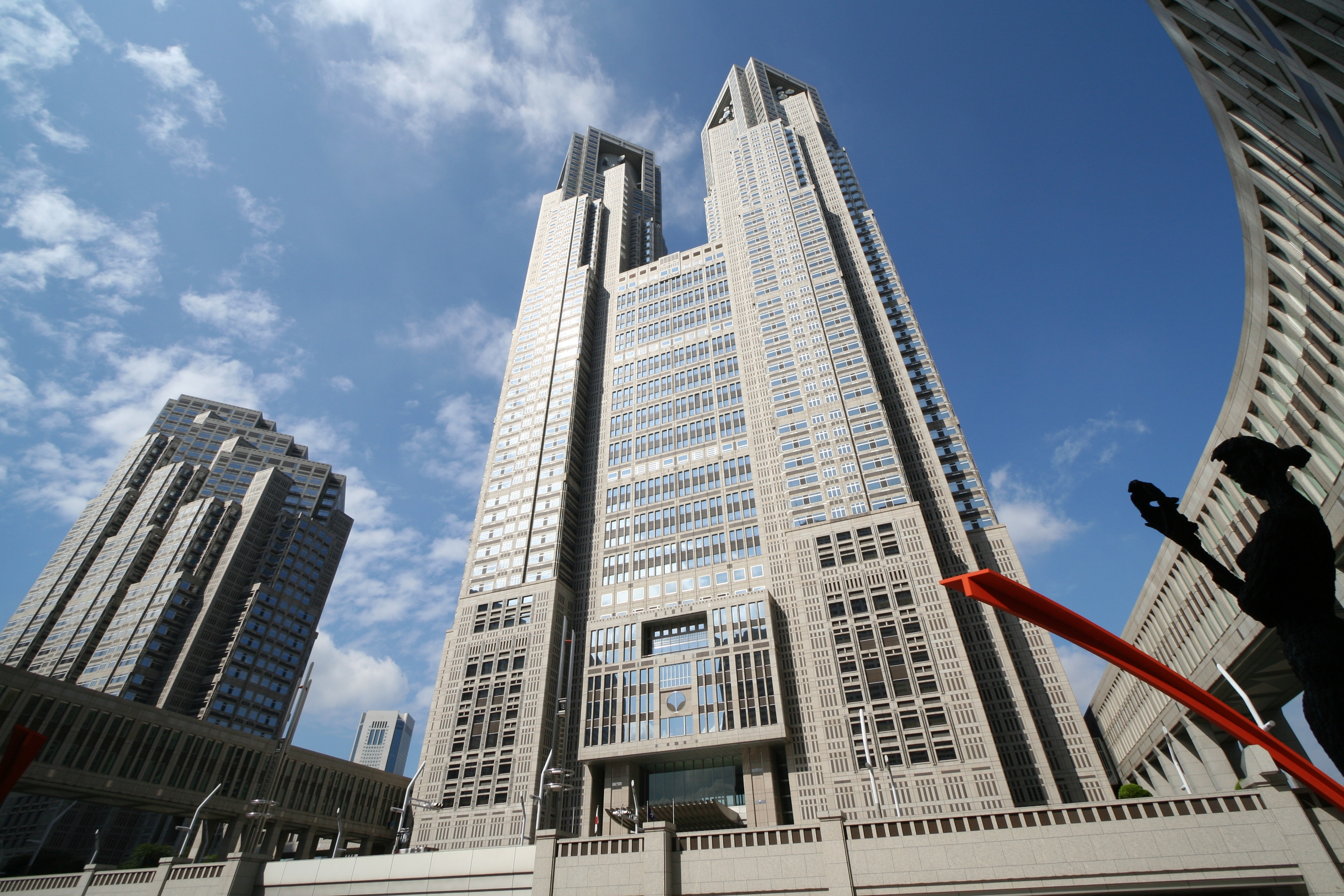
東京都庁舎
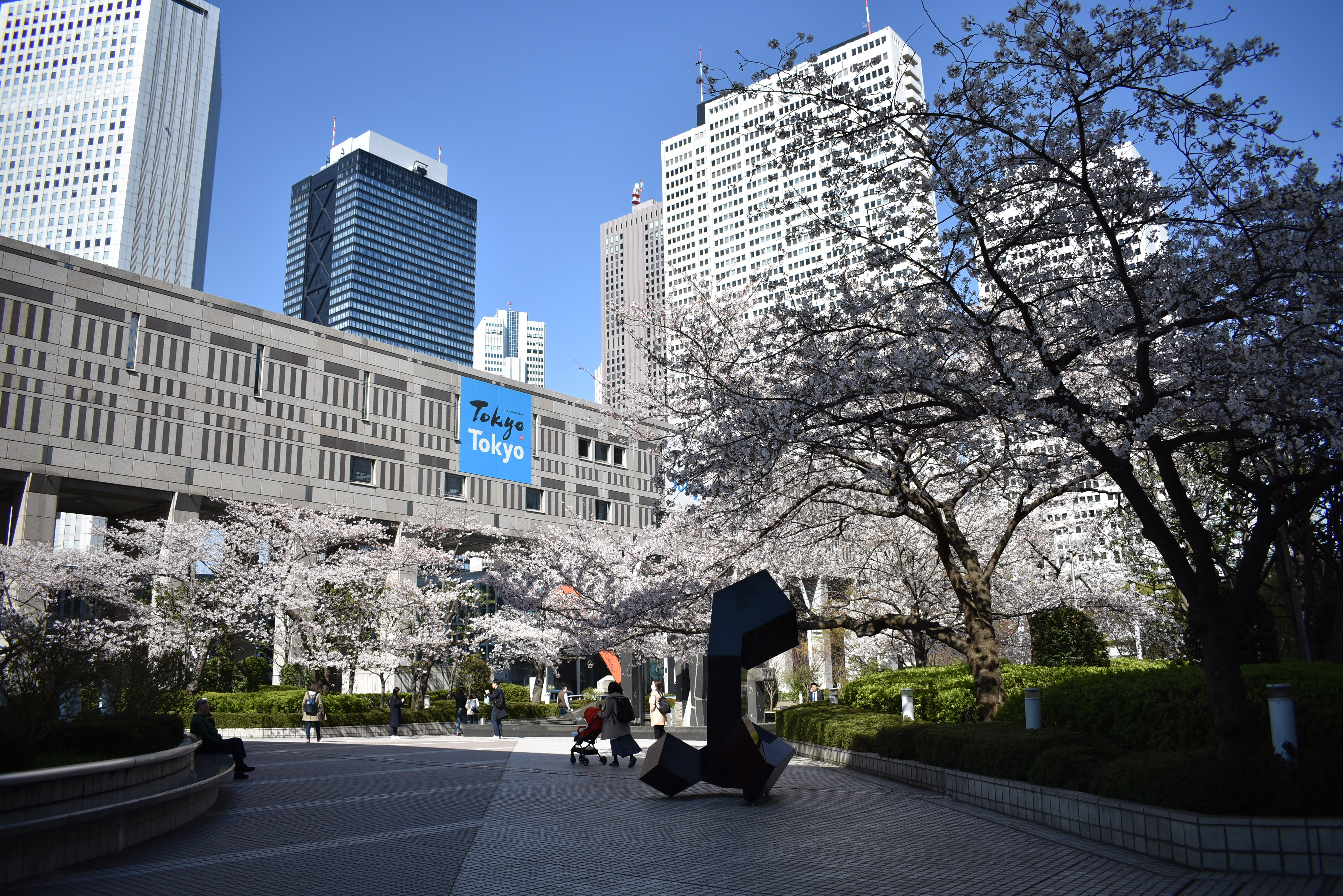
都民広場
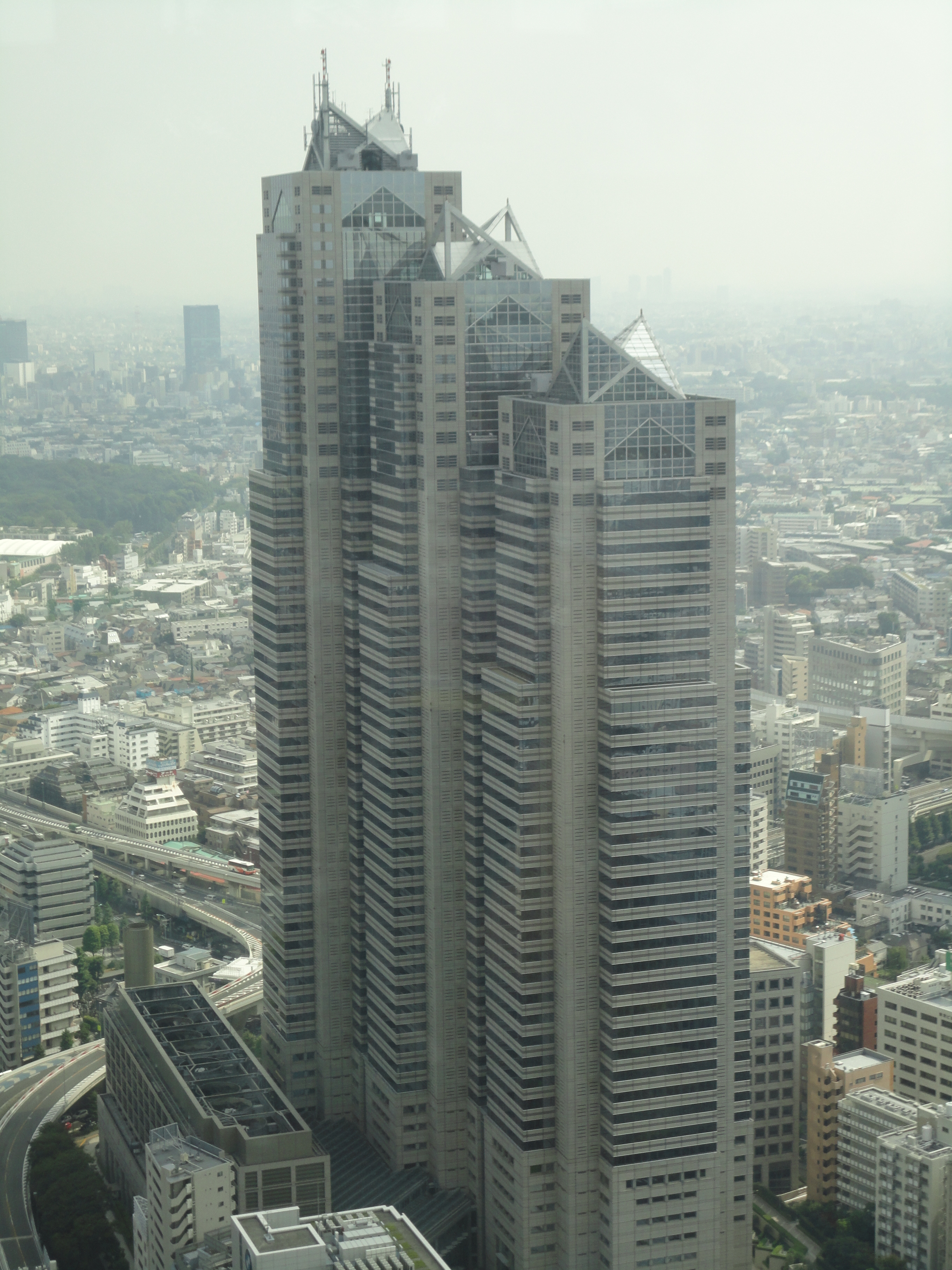
新宿パークタワー

1987年には熱海で審査自体を初公開したコンペがあった。

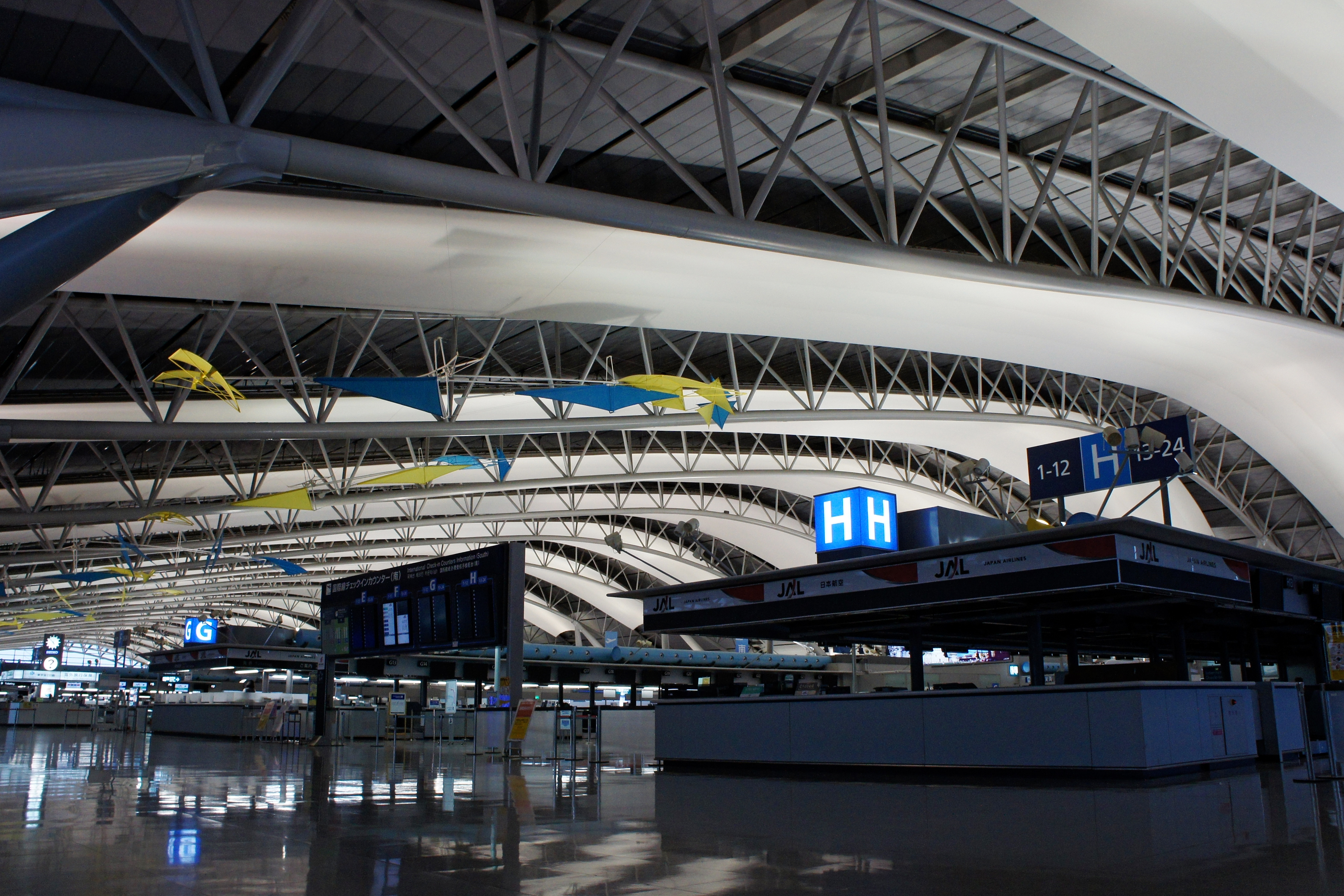
関西国際空港（国際線、departures）

1980年代後半、関西国際空港ターミナルビルについて当初国内設計会社らの手で決まりつつあったビル設計案を覆して国際公募コンペが行われ物議をかもした。基本設計コンペは、国内線フロアを国際線の到着と出発フロアで上下から挟み込むパリ空港公団(Aeroports de Paris)の案が勝利をおさめ、それに基づく建築設計コンペではイタリア人のレンゾ・ピアノが勝利した。ただし、彼はターミナルビルの周りの建物（鉄道駅やホテル、管理棟、管制塔など）をトータルに設計することはできず、ターミナルビルと周りのビルの不調和には不満を漏らしている。
同年には建築構造を選出するコンペが秋田の屋根付きブランドについて行われる。膜技術でゼネコン6社が競ったが、減点方式の審査で鹿島案が当選している。
この時期は愛知県立図書館や宮の坂駅界隈、愛知文化会館、名古屋市駅前開発などのコンペティションがあったが、宮の坂のを除きいずれも短・安全・隠といった方式のゼネコン案が当選し、他の応募者側から不満が噴出しているほか、前橋などで行われたコンペ方式などが問題提起している。
世田谷線宮の坂駅・界隈づくり（世田谷区、1986年）のような建築と周辺整備については、1988年の新大阪府庁舎・周辺整備計画指名設計競技、2006年の神奈川芸術劇場とNHK横浜放送局新放送会館建築複合施設などのコンペが実施されている。
1988年では他にhouse of cup'88 が、更に坂本龍馬記念館(仮称)高層建築設計競技が行われる｡ 日本建築学会と龍馬生誕150年記念事業実行委員会が主催し、磯崎新が審査委員長を務めた。当選者は当時篠原一男アトリエに勤めていた高橋晶子である。
1989年の東京都庁跡地に竣工する東京国際フォーラムコンペティションは審査委員長が丹下健三で日本初のUIA公認国際公開コンペであった。
1990年に国際コンペで行われた日仏文化会館では入選上位を日本人案が独占する。この時期東京都世田谷区や島根県加茂町などで住民参加型のコンペが試みられた。
1990年（平成2年）に行われた京都駅ビルのコンペは京都の景観論争とからんで様々な議論を呼んだ。最高120mまでの高さが許容されたが、最終的に勝利したのはもっとも高さが低い（それまでの高さ規制60mに収まる）原広司の案であった。京都駅コンペを踏まえたコンペのあり方や提言が各方面から相次いだ。主催者絶対主義的姿勢や自治体コンペの法的問題点の指摘もなされた。
1992年実施されたヤクルト本社八王子寮は、前述の夏の家コンペ応募数を上回った。東京建築士会が主催し清家清が審査委員長を務めた。当選した秋元敏雄は応募について提出が A1版図面一枚の条件が小規模事務所からしては応募しやすかったと述べている。
2002年に実施された邑楽町役場庁舎等設計者選定住民参加型設計提案競技では町長の交代（神藤茂町長から久保田文芳町長）によって最優秀案が取り消しになり、最優秀の山本理顕設計工場やコンペ参加者に何の説明もなく別の設計者を特定し新庁舎建設を進めたことから、コンペ参加者のうち25人が原告となり、債務不履行と国家賠償（地方自治体に適用）を追及。2009年東京地方裁判所の示した和解案に原告、被告双方が合意し和解が成立。邑楽町が「遺憾の意」を表明し、原告がこれを了承している。
2002年に実施された富弘美術館は応募者1211案を集めている。国際公開コンペて群馬県あずま村が主催最終審査に審査委員長の伊東豊雄の建築事務所出身者が2名残り、aat+ヨコミゾマコト建築設計事務所が当選。
2012年の国立競技場のコンペでは国内外から応募があり、イギリスのザハ・ハディドの作品が最優秀賞に決定した。後に大きく設計変更を受け、実施計画案がまとまった。しかし、建設費用が当初計画より大幅に増えたことから世論の批判が高まり、2015年7月、安倍晋三首相が計画の白紙化（ザハ・ハディド案の破棄）を決めた。
日本において現在、設計料入札以外の主な設計者選定方式については、「発注者が直接、設計者を指名する方法の特命方式」、「設計者選定委員会を設置し、設計者を選定する選定委員会方式」、「設計者が設計案を提出し、その案の優劣を競つ、設計競技方式」などがある。
特命方式は発注者側にはっきりした建物のイメージかある場合や、設計者についての能力や技量などについて実績を通して十分な情報がある場合などに採用されることか多い。政治的介入を招きやすい、透明性が低いなどの理由で、近年は緊急時の場合などに限られている。選定委員会方式は行政内部だけでは外からの圧力を受けやすい、行政内部に十分な数の建築の専門家かいないなどの理由から採用されている方式である。
設計競技方式は種類として公開設計競技の他に、指名設計競技、国際設計競技等あるが、国や地域を代表する建物やシンボルになる建物をつくる際、さらに、時代を代表する創造的な建築を求める際などに採用されることが多い。また、参加する設計者を限定せず広く設計案を求める方法なため、新たな人材を育成発掘するなどの目的で採用される場合もある。応募者の負担を軽減するために二段階方式を採用する場合も多い。

### 造園・ランドスケープデザインの事例

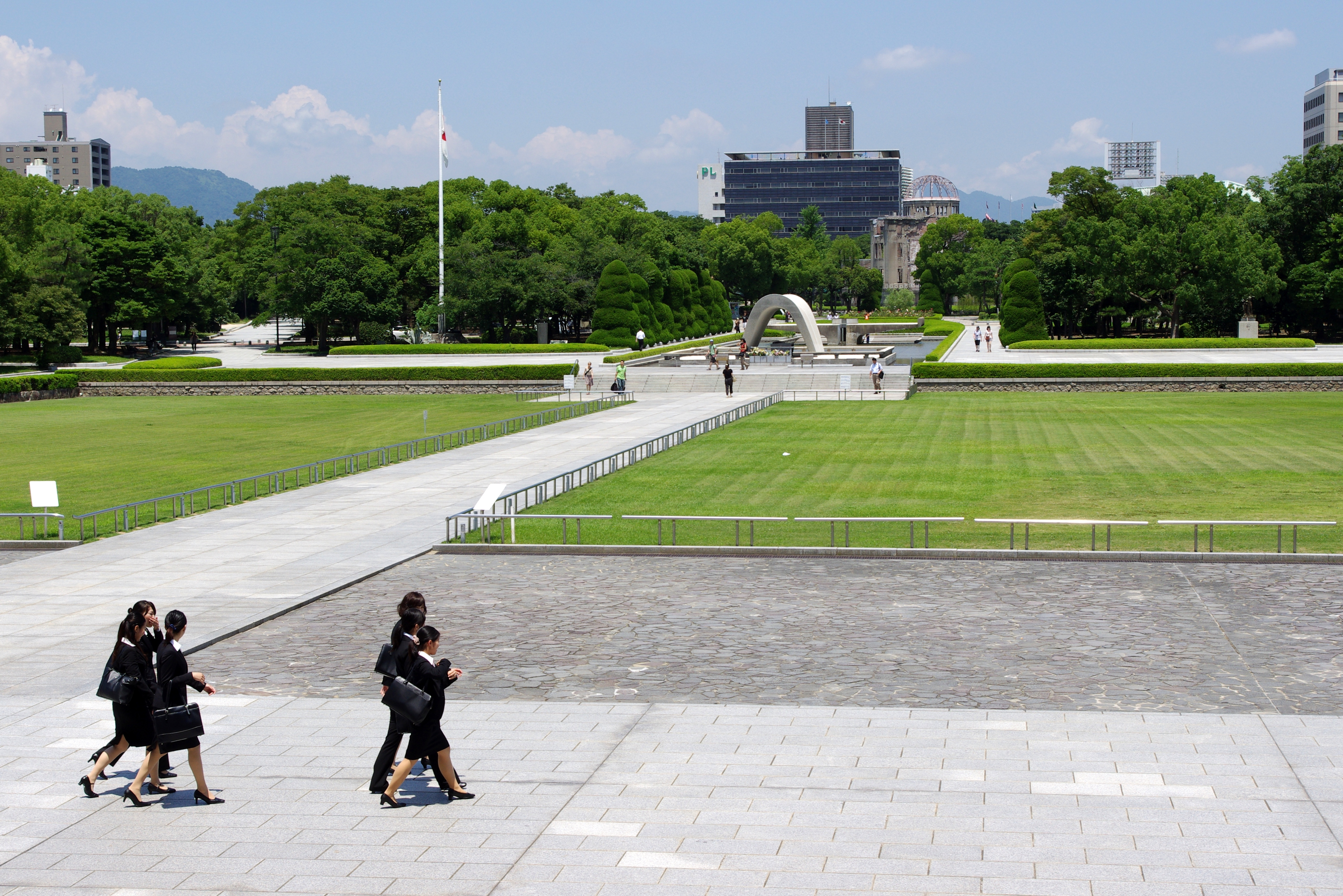
広島平和記念公園

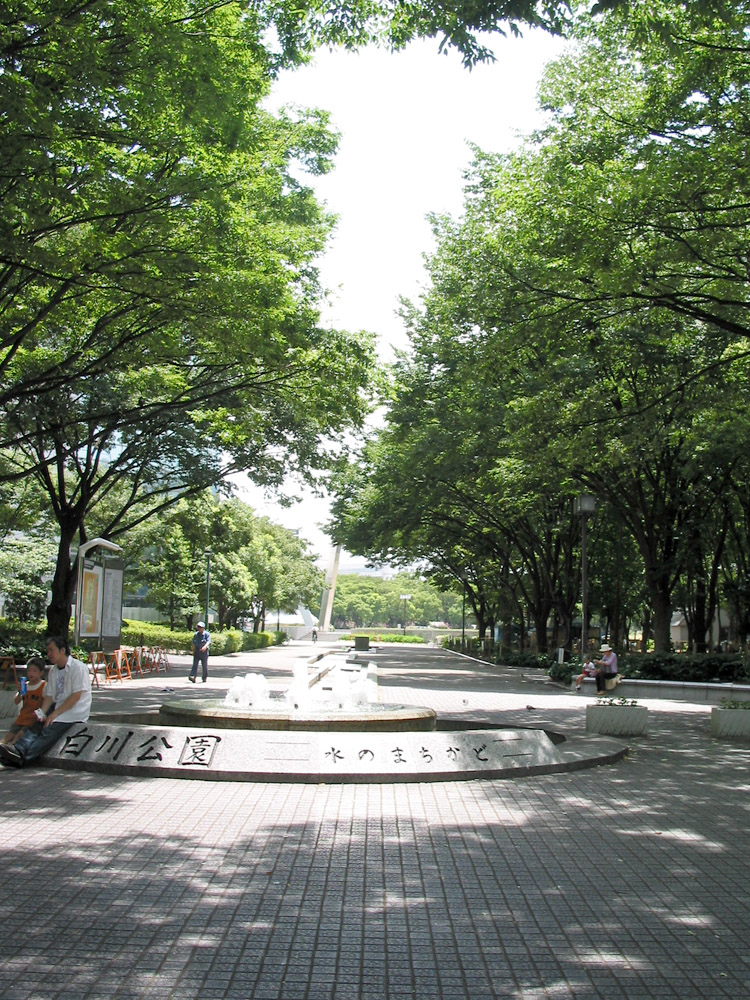
名古屋市白川公園

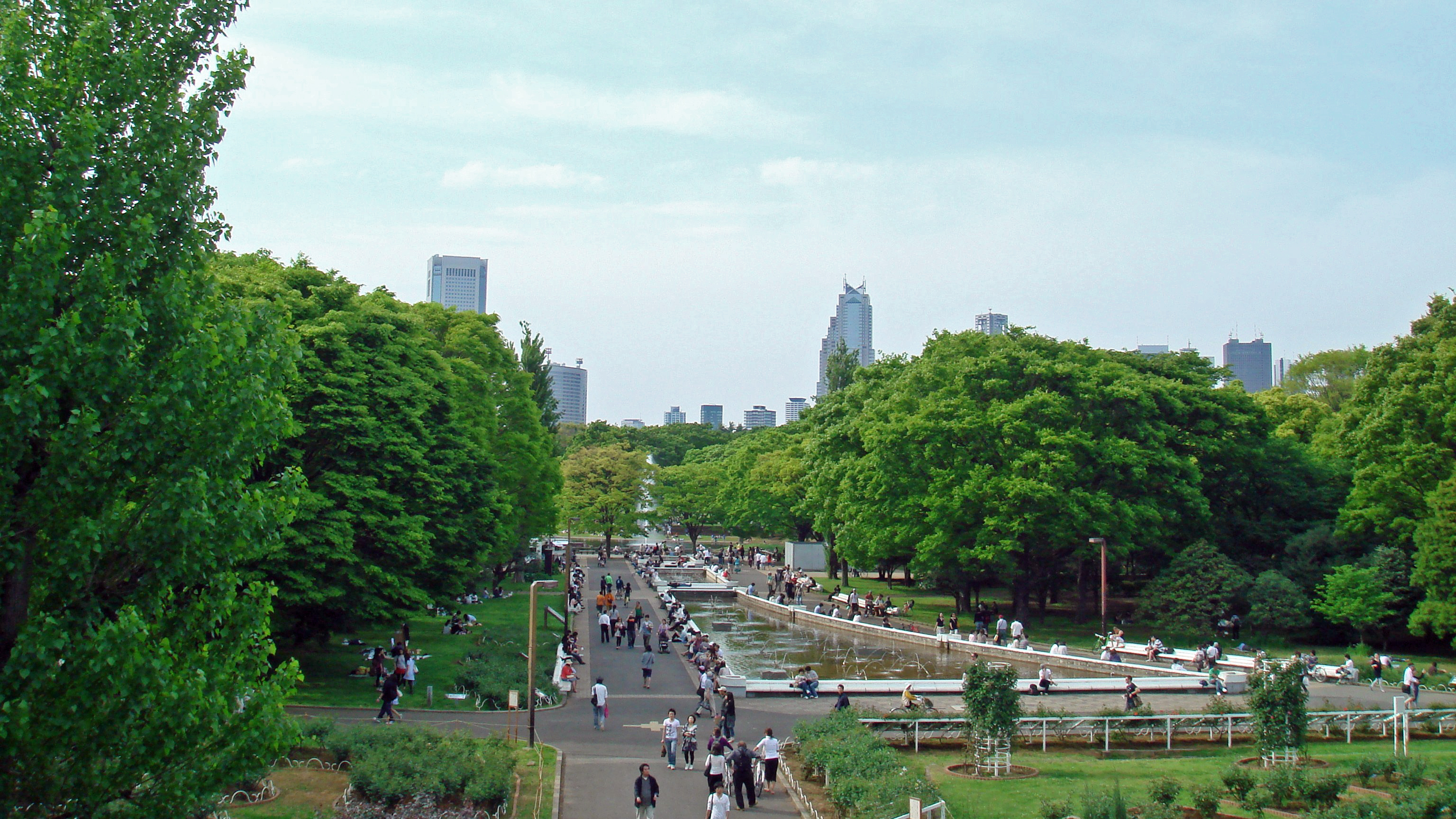
代々木公園

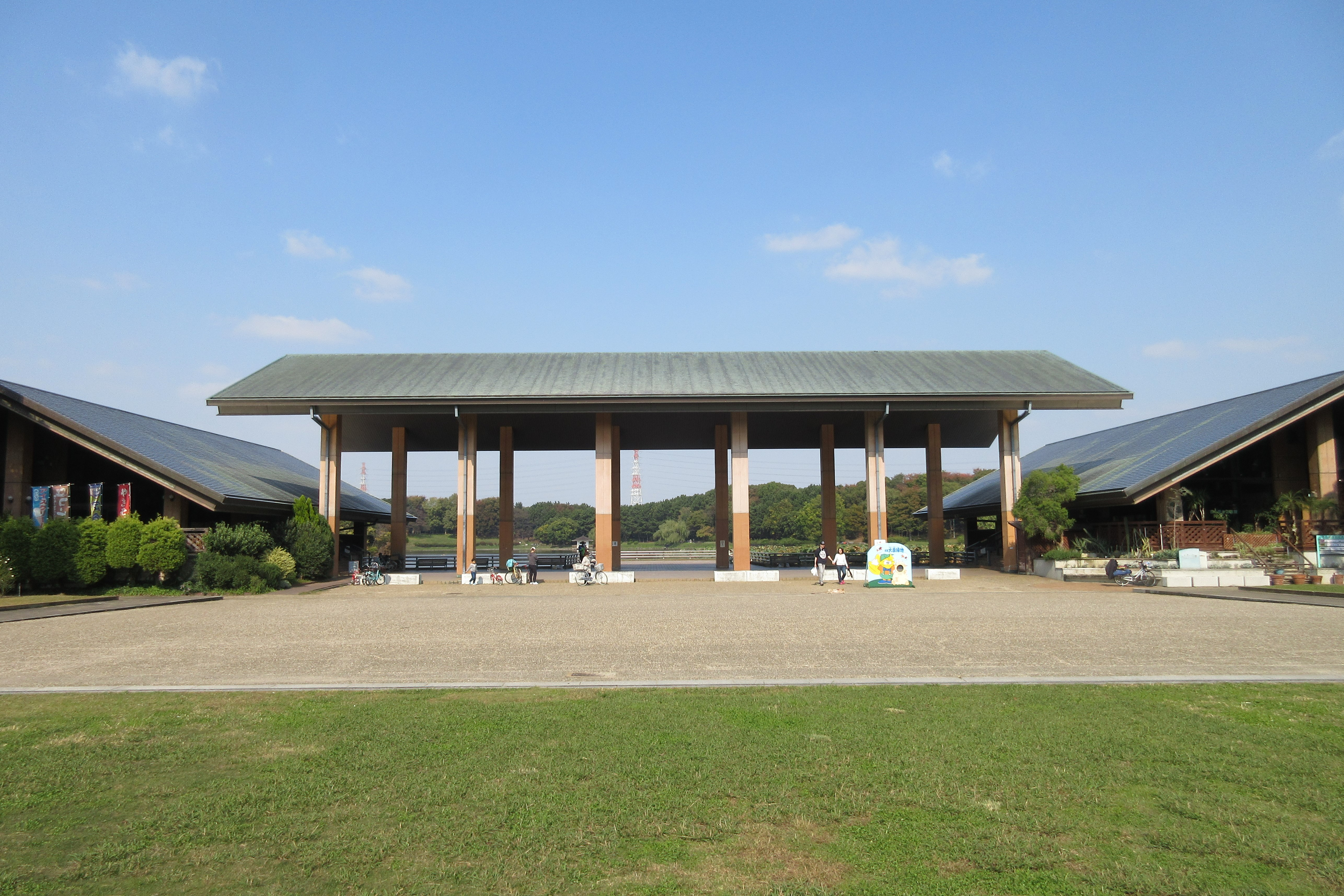
大泉緑地

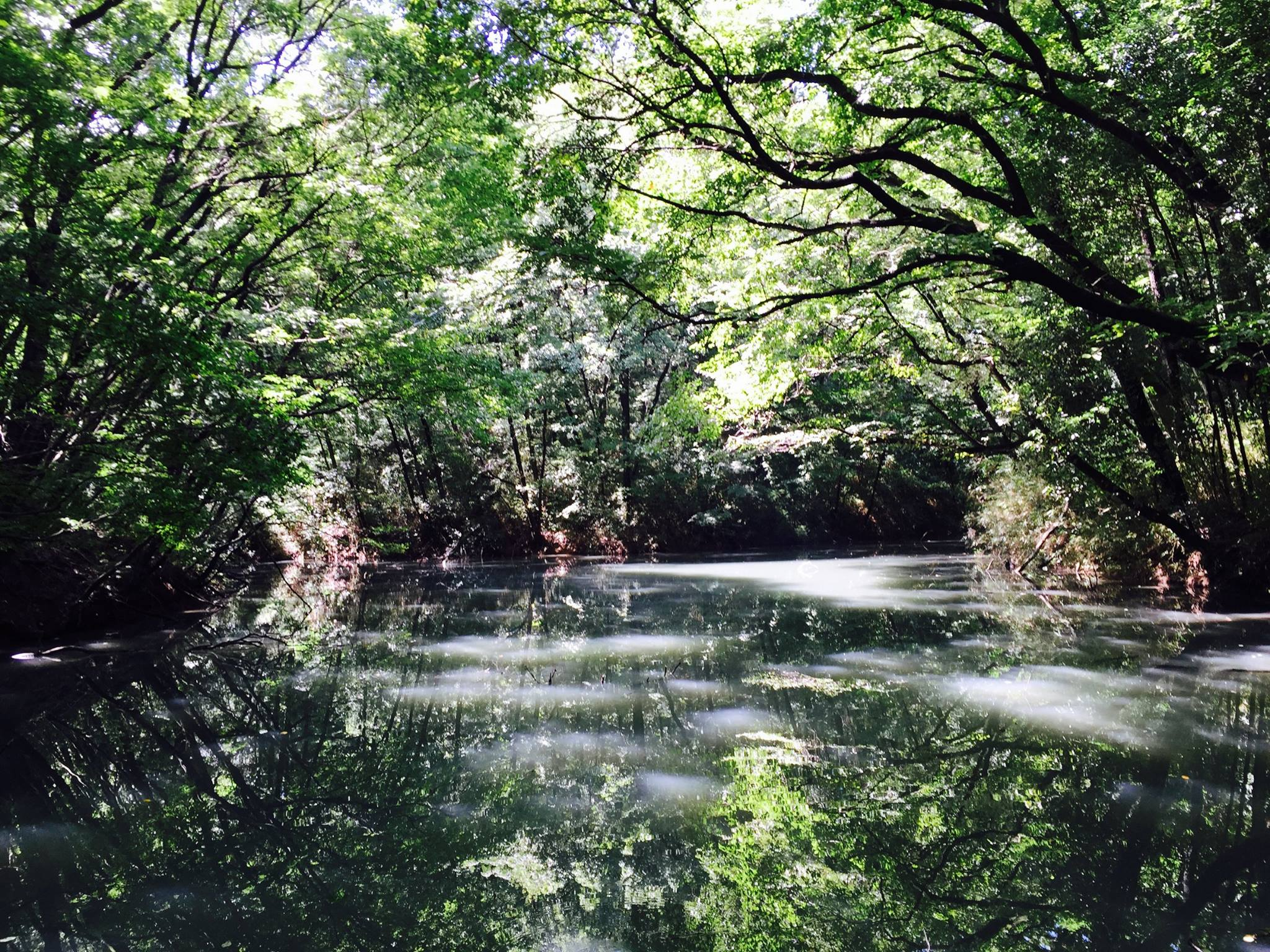
国営武蔵丘陵森林公園

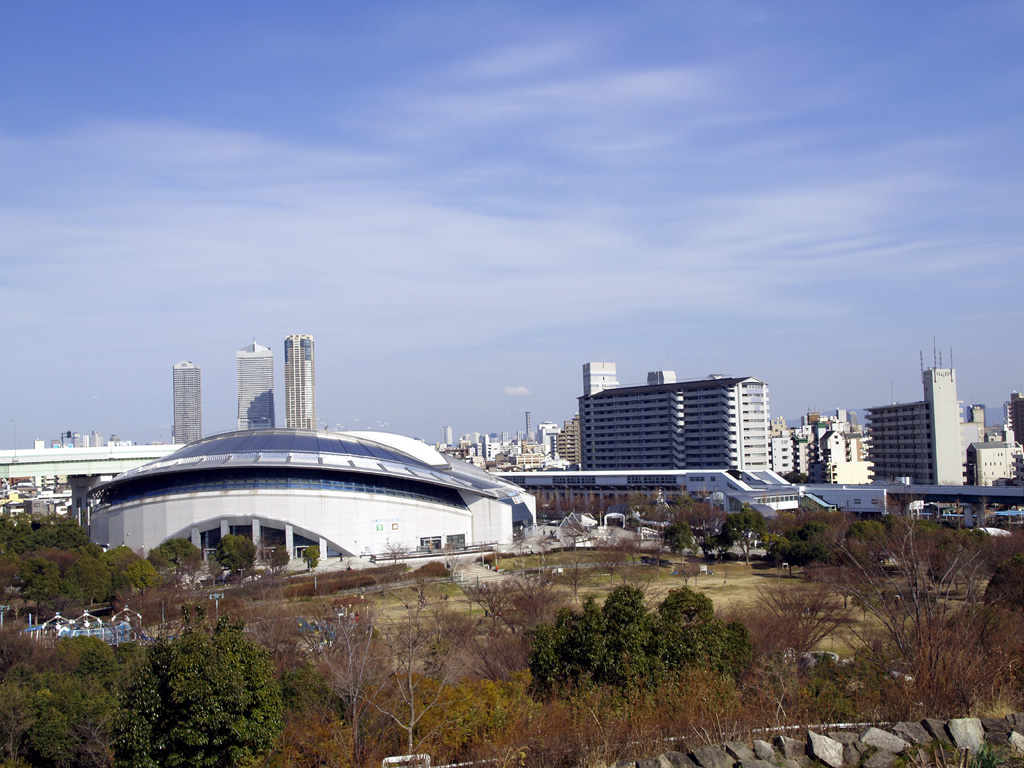
八幡屋公園

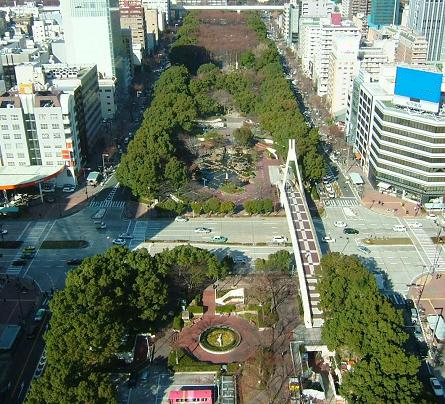
久屋大通公園

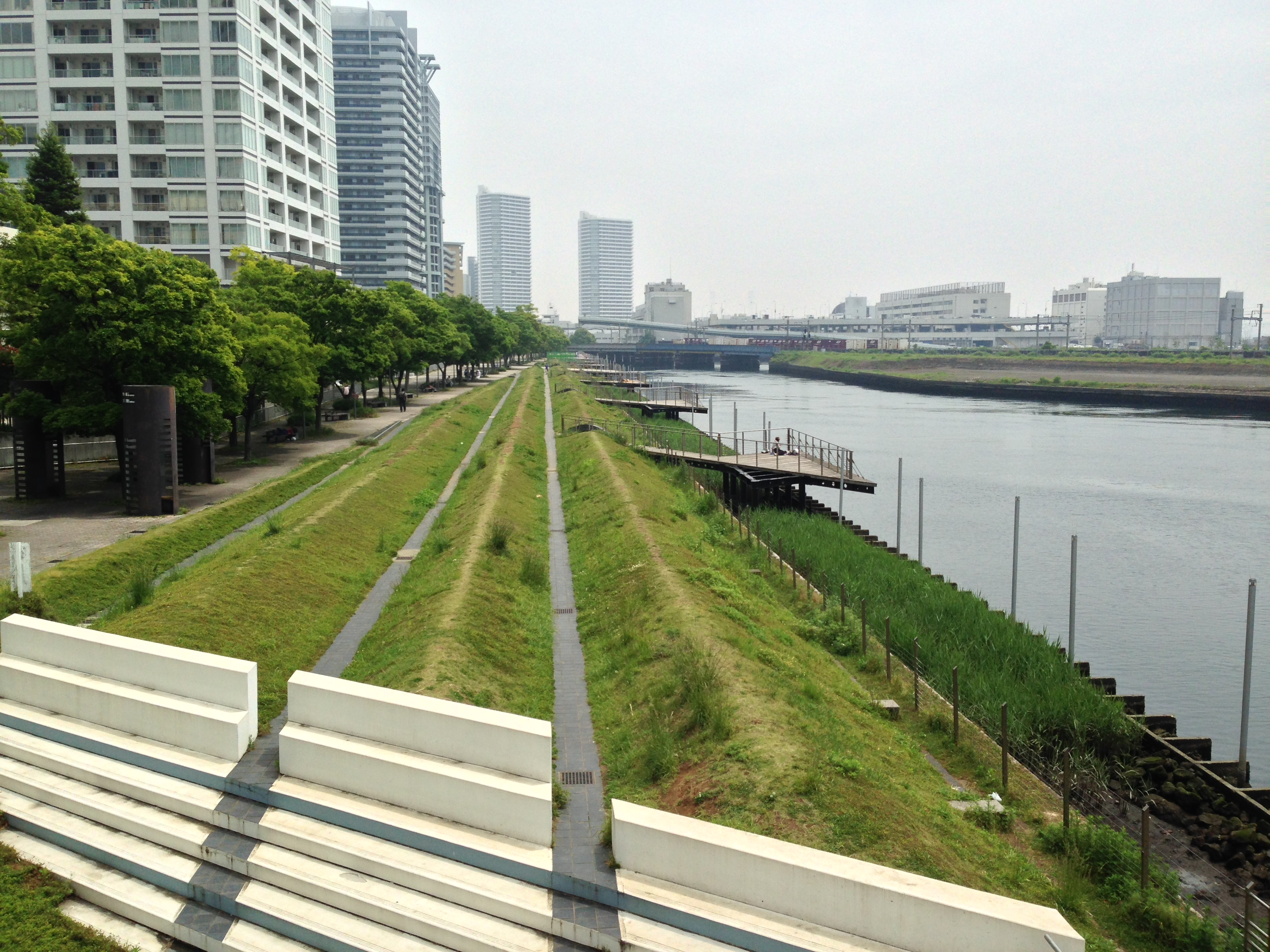
ポートサイド地区水際公園

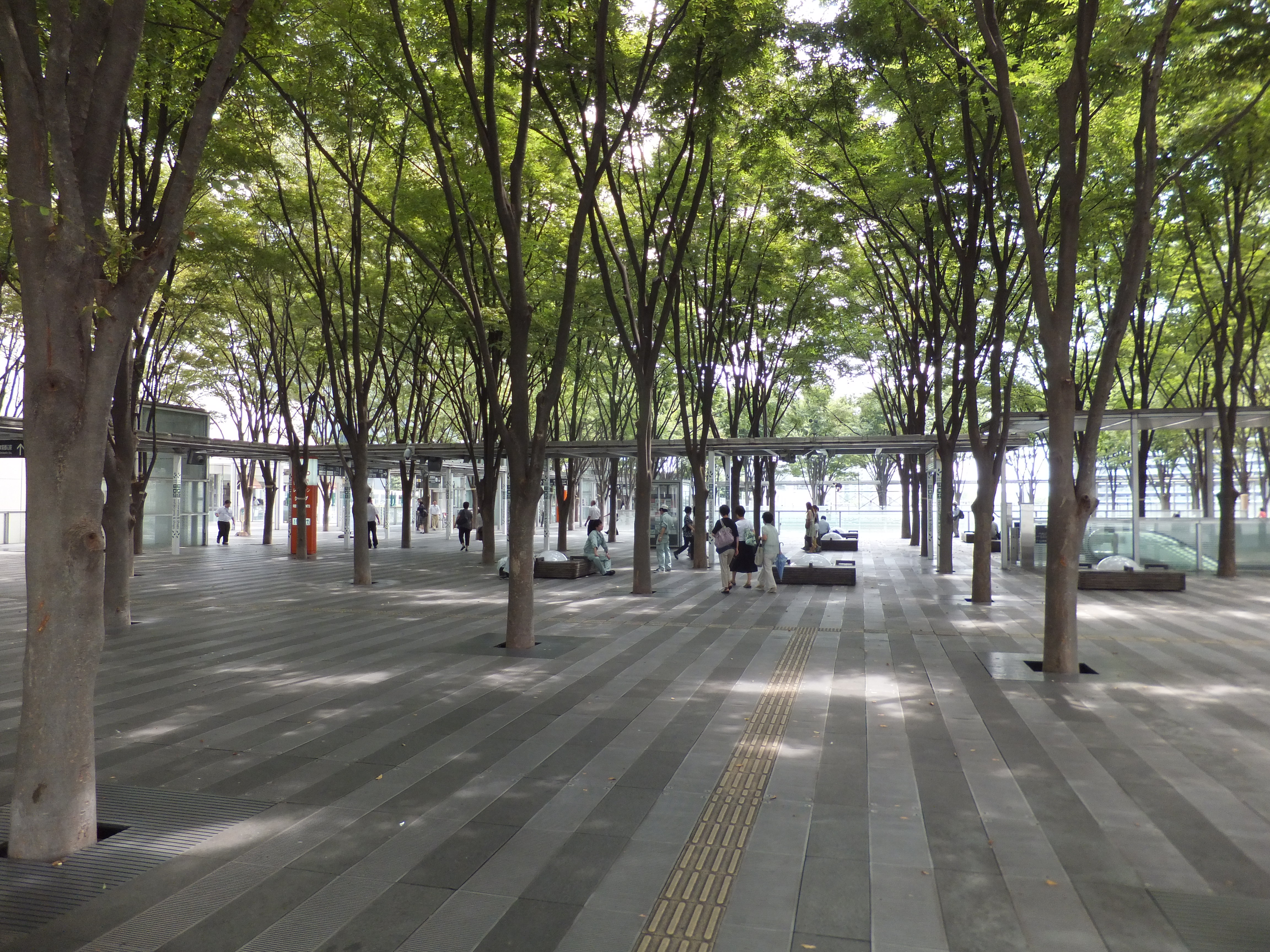
さいたまけやきひろば

建築でなされた「1等を選ばず」「実施設計者は別」「著作権が帰属しない」という状況はそのまま日本の公園や広場の設計競技の歴史にも当てはまる。1998年に発表された鶴島孝一と宮城俊作の論文 で、鶴島と宮城は日本の公園コンペは1926年に行われた「上野恩賜公園改造図案公募」にはじまること、戦後1949年「広島市平和記念公園及び記念館競技設計」や1958年の「名古屋市白川公園設計競技」と比較的大規模の公園コンペが実施されていることを紹介しつつ、1964年に実施された「東京都代々木公園計画設計懸賞公募」は応募件数が129件にものぼるなど公園設計競技への関心の高まりを指摘するが、ここではそのシステムのあり方が問われること、一等が選出されずさらに二等当選者も競技後設計関与ができず主催者主体の設計が進められたこと、当選案の設計意図の大部分が実現不可とみなされた事から一等選出や著作権の帰属と設計意図から当選者の設計プロセスへの関与が認められないことまで、設計競技の意義に反するとした。
その後も1968年のふたつの公園競技「大阪市大泉緑地マスタープラン懸賞募集」では一等が選出されなかった、「世田谷公園基本構想懸賞募集」では著作権など応募案の一切の権利が主催者に帰属する、翌年1969年旧建設省主催「武蔵丘陵森林公園基本設計競技」では公募・公開がなされず著作権が当選者に帰属しないなどに批判が相次ぎ、公園設計競技のシステムの問題が浮上していることを指摘している。1983年「みなとみらいドックパーク基本計画設計競技」以降からは著作権が当選者に帰属するようになる。そして、公募・公開と一等を選出し当選者の設計関与という、色々な条件をいちいち設定した設計競技が実施されるようになる。1984年大阪市の「八幡屋公園基本計画設計競技」や「都民の森基本計画原案設計競技」では設計競技後の当選者の位置づけに関し当選者に設計委託がなされない、基本設計委託のみの関与などを設定するが、1986年「名古屋市久屋大通公園・モニュメント設計競技」（1996年には栄公園(オアシス21)が）以降は原則実施設計を委託することになっている。作品の扱いに関しては、著作権は全て応募者に帰属しているが設計競技後に著しい変更の可能性を示唆するものも存在したが、1991年「世田谷区都市の公園設計競技」(世田谷区立ぽかぽか広場)と1992年「横浜市ポートサイド地区水際公園設計競技」と「日本におけるイタリア2001年記念広場」から「作品の意図を損なわない範囲での変更」という作品性を考慮する特記が付加されはじめていく。1993年宮城県大河原町の「大河原公園及び周辺整備公開競技設計」以降からは当選者による監理が位置づけて当選者が施工段階まで関与できる契約内容となった。
以降1993年の「山梨県立フラワーパーク」コンペ、1994年の「岡山市岡山操車場跡地公園設計競技」や「埼玉県さいたまひろば企画提案競技と続いていく。
蓑茂寿太郎は『造園雑誌』の寄稿文で、日本で上記宮城らの指摘のほかにこの種のコンペがなされた最初は明治29年（1896年）の大阪市中之島公園内噴水池の企画に関し一公園施設を対象としてのコンペが実施されたとしている。造園空間独自のコンペとしては大正10年（1921年）に大正7年創設の庭園協会が主催した「新時代の庭園建設物たる特徴を有する庭燈籠」を課題としたデザイン・コンペを実施して以降、同協会は大正13年（1924年）にも庭園設計図案募集を行なっていること、昭和7年（1932年）には銀座のデパート美松屋が百貨店屋上庭園のデザインをコンペにより募集している。また自治体主催による公園設計コンペがはじめてなされたものに昭和14年（1939年）の福井市足羽山公園の改修に当って基本設計案をあげている。蓑茂も日本初の公園デザインコンペとして上野恩賜公園改造計画をあげているが、これは一新聞社が自社の一周年記念事業として行った企画であるとして、自治体が市民のための優れた公園をつくる目的で行ったコンペは、この足羽山公園改修基本計画コンペとしている。既存公園の改修コンペではなく全くの新地に対して公園計画のコンペを行なったのが戦災復興事業の一環でありフランシスコ・ザビエル渡来400年記念公園である鹿児島市ザビエル公園のデザインコンペとしている。昭和16年（1941年）には静岡大火復興都市計画の一環で公園緑地系統の計画立案に復興霊域計画をコンペにより募集し、昭和23年（1940年）に東京都も「墓苑に関する懸賞募集」を実施している。以降も大分駅前広場(1977)、横浜八景島(1987)、中野区もみじ山公園(1989)、世田谷区都市公園(1991)、青森県総合運動公園(1998)などが実施された。
昭和52年（1977年）と昭和57年（1982年）に当時の日本住宅公団が多摩ニュータウン多摩中央公園と筑波研究学園都市の中央公園の基本構想コンペを、指名で共に造園設計事務所等を応募資格として実施されている。蓑茂は公園の基本構想と銘打っているがこれを基本計画と基本設計の作家(設計事務所)を選ぶことにもあったとしている。
1989年には富岩運河環水公園・富山県都市公園カナルパーク基本計画競技設計が実施された。
1995年には建設省出雲工事事務所が宍道湖畔の旧岸公園と白潟小学校の跡地に島根県立美術館を誘致するとともに護岸整備を行う事業として、湖岸堤の改修に伴うプロポーザルコンペを行い、建設省の管理地と、松江市の公園部分、県立美術館の外構部分を一体として緩傾斜の土手として再生する案が採用。実施は各機関で調整対応した。
1996年の栄公園地区(広場ゾーン)整備提案競技は栄公園のリニューアルに伴い、建設費の上限(200億円)を提示した上で、賑わいの舞台となる店舗を含むイベント広場のデザインを中心に、公園全体のアイデアならびに事業提案を求めたもので、ゼネコン大手6社を応募者として限定した
2001年には新潟駅駅前広場改造、2006年には横浜市象の鼻地区再整備事業横浜港象の鼻地区再整備設計競技が実施された。

### 事業コンペ
数箇所で実施されているが、土地信託事業 のコンペティションなども多く行われている。
さらに、中志段味土地区画整理・大規模集合保留地（予定地）における開発事業者審査（名古屋市守山区中志段味特定土地区画整理組合主催、2007年）のようなものも近年行われるようになった。
国鉄分割民営化以降、多くの鉄道跡地などの大規模空閑地において、新しい業務系並びに商業系機能を一時大量に収容する空間を作りだすことに積極的な取り組みが見られた。
民間活力の導入が政策課題となっていた時期、公共団体が仕掛けて、民間事業者が実際の開発を行うといった、いわゆる事業コンペの形が定着していくこととなる。
事業コンペはその名の通り、整備後の建物への入居テナントの確保、不動産事業としての評価など、「開発事業」としての確実性がコンペ(提案競技)の審査対象になる。
民間の経済原則による力を利用し、公共団体の持つ都市づくりの先見性を具現化していく方向で、公共だけでも、民間だけでも成しえない開発が実施されたこと、これが市街地形成に与えた影響は評価がわかれ、現下の経済状況ではかつてのように事業コンペが華々しく行われる気配はないが、土地区画整理事業などにより都市基盤施設整備を行い、合わせてその一部の宅地において、地区の市街化を促進するために、公共団体が主体的に建物建設の具体化を図ったものである。
公民互いに理解・協力が必要な社会的背景に民活導入は合致し事業コンペは恰好の手法として展開されてきた。
しかし土地への需要が急転換し、経済不況等により、民活導入による事業開発は異土地や床に対する需要は、必ずしも一定ではないことが改めて各事業に問われ、これら現在の社会状況下では暫くの間、大規模事業を対象とした事業コンぺは多くは行われなくなるものと思われる展開を見せている。
事業コンペについて、社会的背景等に影響される事業展開のみに着目せず、環境デザン的側面から評価できること、また公民共による都市空間の整備手法として蓄積されきたノウハウ等に着眼する必要がある。確かに民間ビルによる公開空地では、公から民への一方的要求であるごとからそこへ到るプロセスが浅いものになりやすく、意味な空間ができあがる。しかし公民共同ならではの都市環境整備が実現されている。
過去事例として、埼玉産業文化センター提案競技（大宮ソニックシティ）、仮称千葉市総合体育館複合施設提案競技（千葉ポートスクエア）、浜松駅東街区開発事業計画提案競技（アクトシティ浜松）、天神ファイブ跡地開発利用計画公募（イムズ）など。
関連の指名でのコンペも実施されている。ゼネコン大手6社を応募者として限定した栄公園地区(広場ゾーン)整備提案競技はその一例で、このコンペは、栄公園のリニューアルに伴い、建設費の上限(200億円)を提示した上で、賑わいの舞台となる店舗を含むイベント広場のデザインを中心に、公園全体のアイデアならびに事業提案を求めたものであった。
事業コンペは公共団体側による民活導入の一手段といった傾向が強く、一般に民間の優れた経営能力と資金の有効利用が期待される。日本ではその経済力に比して社会資本ストックが不十分な点が指摘されており、民間に対してもこの面での協力が求められている。また土地の貸付により公有財産を減らすことにはならない点も通念として定着しており、自治法改正により 公有財産であっても普通財産については土地信託が認められるなど、制度面での緩和が民活導入を容易にしてきた経緯もある。事業コンペ自体経済的、事業的な面で評価されることが通俗的であるが、公有地を特定事業者に委ねる手段としてよく行われる入札等に比べると都市 ・建築デザインの向上や質を基準にした評価軸が加えられるという特質がある。この評価軸は都市空間の要素を培う民間能力の啓発にもつながり、公が求める自由な発想に含まれるものである。その他民間にとっては異業種分野の企業と深く関わることが各企業能力の向上につながる点や土地の買収をせずとも、その利用権が大規模に得られる点等が利点である。

### アイデアコンペ例
戦前期
日本で戦前に実施されたものでは住宅案を募るものが多く、これは当時の世相にあって生活の改善とその啓蒙の意味があった。
最初期のものは1914年（大正四年）に報知新聞が主催した住宅懸賞設計競技で、以降は1915年の国民新聞社主催、会場を上野公園を会場にした家庭博覧会、また同年には有馬電気軌道が宝塚新温泉で開催していた博覧会などが開催されている。
1916年（大正五年）と1918年には台所懸賞競技設計が、1919年（大正八年）「住宅」競技設計が開催され、居間中心型案が入選。
1916年創設された住宅改良会が主催した「改良住宅」設計競技は、第1回が1917年に懸賞募集がなされた。設計条件は市街地に建設すべき改良住宅で実際の新中間層の要求に即していた。
これを契機に「官」側でもすぐさま同様の啓蒙活動が開始された。都市計画法.市街地建築物法(1919年公布・1920年施行)と時を同じくして、1919年の改良住宅競技入選図面は文部省が東京教育博物館で開催した生活改善展覧会(1919年)で出品された。展覧会にはこの他常盤松女学校(1916年設立)の三角錫子が「主婦のための書斎」、日本女子大学校が「主婦室」、下田歌子の帝国婦人協会実践女学校(1899年設立、1908年改組)が「簡易住宅」、三輪田真佐子の三輪田高等女学校(1887年設立、1903年改組)が「子供室」の図面模型を出品した。
また、山岡順太郎率いる大阪住宅経営(株)が住宅設計懸賞募集(1920年)を主催し、その当選図案を大阪商品陳列場での生活改造博覧会に陳列した。この年は生活改善同盟会が「住宅改善方針」発表し、建築学会大会のテーマが「建築と文化生活」であった。
1921年（大正十年）はこの他「建築と社会」競技設計が実施される。入選案は居間中心型が独占していた。この年は他に日本建築協会15周年記念住宅博覧会と住宅の懸賞設計、日本建築協會第三回改良住宅設計圖案懸賞が実施された。
続いて日本建築協会（現在の関西建築協会）が主催して第1回(1921年8月)、第2回(同年)、第3回(1922年2月)の改良住宅懸賞募集を行い、第1回、第3回当選案を原案とした8戸は実物住宅を箕面桜ヶ丘での「住宅改造博覧会」(1922年9月~)で展示された。会場は箕面有馬電気軌道が開発した桜井新市街地の一角を占める田村地所所有地であった。また出品住宅は市川喜作編「住宅改造博覧会出品住宅集』（日本建築協会、1922年)として出版されている。
1922年（大正十一年）では大阪桜ヶ丘住宅展示会だけでなく、競技入選作を中心にした平和記念東京大博覧会住宅展示会や消費経済展覧会が開催された。
1929 (昭和4)年2月には、東京朝日新聞社が賞金2300円を懸け「新時代の中小住宅図案」を募集、7月に応募500案中より厳選した案を収録した図案集を刊行、さらにその金賞.銀賞受賞案は実際に成城学園前に建設して、10. 11月には展覧会を開催している。この「朝日住宅展覧会」は参観者が5万人を超えるほどで、一躍、成城学園前の名を知らしめることともなったが、募集で「一面道路に沿ひ面積五十坪内外」と記されていた敷地は、喜多見土地区画整理第三区に用意された。またその記録として朝日住宅写真集（朝日新聞社、1930年）が出版された。
1932年には同潤会が「分譲住宅設計図案」懸賞募集を実施。入選作は『五室以内の新住宅設計ー同潤会懸賞図案集』（1932年、朝日新聞）として出版された。同潤会は引き続き「職工向分譲住宅設計図案懸賞募集」（1932年）を開催。東京朝日新聞社は図案懸賞募集結果を『新しい簡易小住宅ー同潤会懸賞設計図案集』（1933年）として出版した。
住宅改造博覧会以降、日本建築協会は機関誌「建築と社会」で住宅設計図案懸賞募集を行った。以降、開発業者がその入選案を実施した住宅展示会を開催して販売するという抱き合わせ方式が定着。一例として、小住宅設計図案懸賞募集(1931年6月)+生活改善健康住宅展覧会(神戸有馬電気鉄道主催、鈴蘭台、1931年9月)、改善住宅設計図案懸賞募集(19317月) +香里園改善住宅展覧会(京阪電気鉄道主催、香里園、1931年)が実施された。
1932年には創設5周年を記念して日本建築協会が住宅設計図案懸賞募集だけではなく住宅博覧会の主催者になって、緑ヶ丘住宅設計図案懸賞募集(1932年8月) +緑ヶ丘保健住宅博覧会(日本建築協会主催、伊丹緑丘住宅地、1932年)、大美野田園都市住宅設計図案懸賞募集(1932年8月) +大美野田園都市住宅博覧会(日本建築協会主催、大美野田園都市、1932年)、「実際に建つる住宅」設計図案懸賞募集(1932年8月) + 「安く住み良い住宅」博覧会(日本建築協会主催、千里花壇前住宅地(第一会場)、瑞光寺住宅地(第二会場)、1933年)、阪和上野芝住宅設計図案懸賞募集(1932年2月) +阪和上野芝住宅博覧会(日本建築協会主催、阪和上野芝住宅地、1933年)、菖蒲池厚生住宅展設計図案懸賞募集(1941年8月) +菖蒲池厚生住宅展(日本建築協会主催、菖蒲池住宅地、1942年4月)を実施。
日本建築學會でも「國民住宅」競技設計（1941年）が実施されていった。
住宅以外にも都市美協会・大東京建築祭建築設計競技銀座街共同建築（1935年）、第16囘建築學會展覽會競技設計（1942年）や大東亜建設記念造営計画などが実施されていった。大東亜建設記念造営計画は1942年、建築学会主催の展覧会の一環で開催。富士山麓に忠霊を祭る造営計画という想定で、鉄筋コンクリート造の神明造を提案した。丹下健三が1等当選している。
戦後
戦後も多く実施され、特にアイデアデザインコンペは年次開催企画のものとして定期的に実施されていく。日本の建築雑誌『新建築』やセントラル硝子株式会社、タキロンが主催する国際コンペティションではイリア・ウトキンらロシアのペーパー・アーキテクトなどが活躍していた。セントラル硝子国際建築設計競技は1965年に第1回が始まった歴史あるもので、90年代後半から都市の立体公園をテーマにするなど、都市環境の機能性、景観的アメニティの視点からの問いかけをテーマとしている。
蓑茂の前掲書によると、造園では学会活動の活性化に向けて企画された事業として日本造園学会による造園設計図募集が昭和26年（1951年）から行われる（普通公園、砧緑地、集団住宅敷地他）。募集5回で実質4回の企画であったという。造園関連のもので続いているもので最も長い歴史を持っているのは、日本造園建設業協会が文部省の後援を得て実施している「全国造園デザインコンクール」で、1974年が第1回である。対象は造園系の教育を受けている高校生と大学生、そして一般の部となっている。学生向けは開催以来、造園家を目指す一つの目標として、授業等でも活用されてきた。コンクールの内容は、住宅庭園や街区公園を課題としたもので、設計及び製図技術の向上と奨励を目的としている。また2002年から2004年にかけてこのプロムナードガーデンを5つの区域に区切り、「国際ランドスケープ＆ガーデニングコンペ」が開催されている。コンペは、ガーデニングからメンテナンス、3年後の植栽の成熟までのプロセスすべてを審査対象とする気の長い大会であった。
世田谷区ではかつて都市の公園設計競技を平成2年（1990年）に企画、1992年に募集された。募集は、近隣公園の基本計画を課題とする第1部門、区画整理手法による住宅地につくられる児童公園群の基本構想を課題とする第2部門、そして公園に活かしたいアイデアを求ある第3部門の三つのジャンルで実施された。
国際的には1998年にミラノ新都市公園国際アイディア・コンペティションが開催された。
また、北海道のオホーツク海に面する関係26市町村はオホーツク委員会を組織し、豊かな自然と固有の地域特性を生かしたまちなみの整備を図る目的で、公開による基本構想提案競技方式によるまちなみ整備コンペを1992年から実施している。この構想競技は1ヶ年に1市町村を対象に継続する企画となっていた。「第1回オホーツクまちなみ整備コンペ」は網走市のJR網走駅周辺を対象区域に定め、一帯の活性化実現のアイデアと具体的土地利用方策、まちなみ構成のイメージを課題として行われ、応募登録483、作品提出77の状況であった。このコンペの特徴は建築物や公園、道路と言った都市の構成要素に注目し都市や農村の地域計画としてのまとまり、つまりまちなみのデザインを課題としている
東京ガス株式会社が主催する「建築環境コンペティション」は1986年に第1回が募集されているが、第11回(1997)からは、新しいタイプの都市公園としている。趣旨は、都市の中で人間性を取り戻せるような都市公園とはどのようなものかをデザインの手法を通じて示すもので、その都市公園が機能するために具備すべき設備的システムの提案までを含んでいた。
土木デザイン設計競技には景観開花といった学生用のアイデアコンペもある。
都市計画については戦後復興計画に際しては幾つかの都市で都市コンペが、例えば仙台市の戦災復興計画(1945)が大日本技術会東北本部と河北新聞社で、渋谷区復興計画(1946)が渋谷区復興協会主催で実施。
1972年には大阪府建築士会 近鉄学園前総合開発計画設計競技が実施された。
1980年代には厚木市中心市街地まちつくり提案競技（1986年）相模エック地域計画アィデイアコンペ（1987年）など神奈川で都市計画コンペが実施された。
1992年からはオホーツクまちなみ整備コンペが実施している。本構想競技は1ヶ年に1市町村を対象に継続する企画で、北海道のオホーツク海に面する関係26市町村のオホーツク委員会が主催。
1996年には大阪97 国際デザイン競技、1997年には国際コンペ「21世紀・京都の未来」設計競技、2008年には神戸市・六甲山トンネル南口再整備デザインコンペティションが実施された。
まちづくりのものでは1988年から行われた「環境芸術大賞」の名称をもつデザインコンペや読売新聞社が、主催で実施した「読売まちづくり設計コンペ」は平成3(1991)年に第一回を開催し、1993年の第3回まで続いた。1992年からは、「ふるさとの顔づくり設計競技」が開催されている。主催はまちづくり月間実行委員会と財団法人都市づくりパブリックデザインセンターである。これは、まちづくりにおいて地区の顔となる公園、都市計画道路などのあり方を具体的な特定地区での課題を通じて提案するもので、1997年まで「顔づくり」として続いた。1998年からは、「まちの活性化デザイン競技」に名称を変え、内容を新たにしている。このコンペは、一つの自治体にあって活性化を図るべき中心市街地を対象に、土地区画整理事業を活用して健全な市街地の造成及び良好な景観形成を図るために地域に相応しい整備構想とまちなみのデザインを一般から広く募集。特徴は、土地区画整理事業区域のデザインであることと、当該対象都市が後援と言う形でスポンサーとなり、当該自治体はその成果を実際のまちづくりで活用することができると言うことにある。
1996年には東京都でも「レインボータウンまちづくり都民提案」が募集された。対象区域は臨海副都心の全区域ではなく、副都心広場とこれを取り囲む街区の一帯で募集は、中学生以下の部、一般の部、専門家の部に分けてなされた。同年には長岡文化創造フォーラム・コンセプト・デザインコンペが実施されている。
くまもとアートポリス事業の一環としてコンペがなされたものも、特定の地方での試みで、このコンペは1995年に八代市を舞台として公園施設としてのバス停のデザインコンペを実施している。また1997年には、阿蘇町の農村公園アート・プロジェクト・コンペティション、1998年には鹿北町アート・プロジェクト・コンペティションとして道の駅を拠点とした都市と農村の交流促進による地域活性化の核となる農村公園整備のデザインを募集した。
農村の環境改善に向けて1996年から農村環境整備センター主催で「農村環境整備デザインコンペ」が始まっている。この主催は社団法人農村環境整備センターで、第1回はこれからの水辺空間整備を具体の課題として募集された。その趣旨は農村地域に展開する水辺空間の整備をデザインとして提案することで、題材は応募者が自由に設定するものであった。第2回(1997)は、新しい農村集落整備が課題で、デザインの対象を特定しての募集であった。第3回は農村集落(むら)の再生計画がテーマで、前回と同様に特定された対象地での課題設定である。1997年には、阿蘇町の農村公園アート・プロジェクト・コンペティション、1998年には鹿北町アート・プロジェクト・コンペティションとして道の駅を拠点とした都市と農村の交流促進による地域活性化の核となる農村公園整備のデザインを募集した。
2003年にはJR大阪駅に隣接する梅田貨物駅の用地、24ヘクタールでJR大阪駅に隣接する梅田貨物駅の用地の活用案、アジアンシティ・大阪メディアヒル逢坂 大阪駅北地区国際コンセプトコンペが実施された。2010年1月には深谷通信所跡地利用を募ったアイデアコンペが開催されている。